# Hiệp ước Xô-Đức

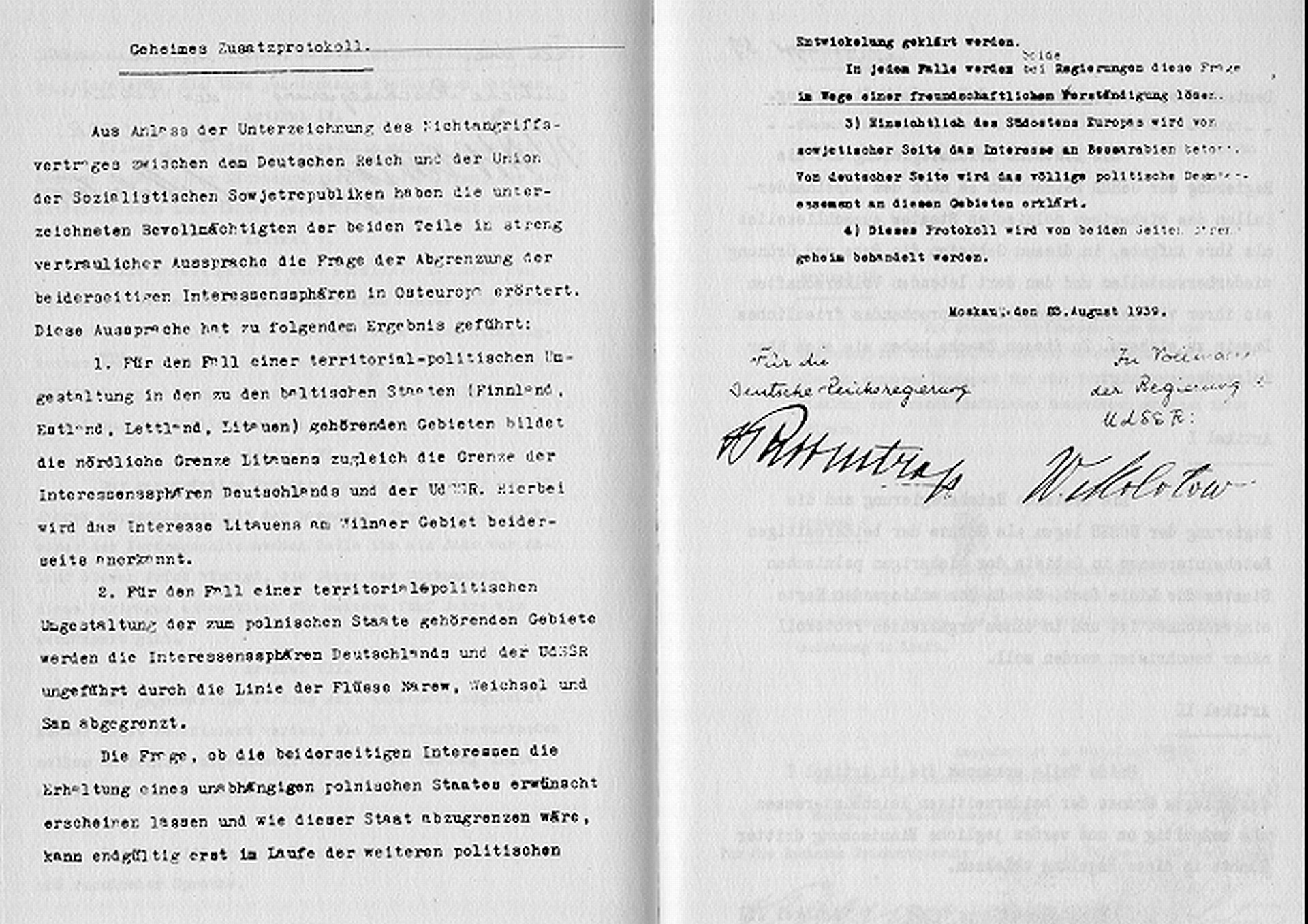
Trang cuối văn bản Hiệp ước không xâm phạm Đức – Xô ngày 26 tháng 8 năm 1939 (chụp bản xuất bản công khai năm 1946)

Hiệp ước Xô – Đức, còn được gọi là Hiệp ước Molotov – Ribbentrop hay Hiệp ước Hitler – Stalin có tên chính thức là Hiệp ước không xâm lược lẫn nhau giữa Đức và Liên Xô (tiếng Đức: Deutsch-sowjetischer Nichtangriffspakt; tiếng Nga: Договор о ненападении между Германией и Советским Союзом); được ký kết ngày 23 tháng 8 năm 1939 giữa Ngoại trưởng Vyacheslav Mikhailovich Molotov đại diện cho Liên Xô và Ngoại trưởng Joachim von Ribbentrop đại diện cho Đức Quốc xã. Hiệp ước này không phải là thoả thuận liên minh, mà là sự hoà hoãn tạm thời giữa 2 quốc gia đối thủ nhằm lùi thời điểm chiến tranh thêm 2 năm (Đức muốn tấn công Ba Lan và Pháp nhưng cần tránh việc Liên Xô hỗ trợ 2 nước kia, còn Liên Xô muốn tranh thủ thời gian để phát triển quân đội).
Các bên thỏa thuận với các cam kết kiềm chế không tấn công lẫn nhau và giữ thái độ trung lập trong trường hợp một trong hai bên trở thành mục tiêu của những hành động quân sự của bất kỳ bên thứ ba nào. Các thành viên Hiệp định cũng cam kết không tham gia vào các nhóm thế lực trực tiếp hoặc gián tiếp chống lại phía bên kia. Trong tương lai, hai bên cam kết việc cung cấp, trao đổi lẫn nhau về thông tin đối với những vấn đề có ảnh hưởng đến lợi ích của các bên.
Kèm theo Hiệp định là một nghị định thư được ký bổ sung. Trong đó quy định ranh giới Đông Âu nằm trong phạm vi quyền lợi của Đức và Liên Xô trong trường hợp có "sự sắp xếp lại về chính trị đối với lãnh thổ" của các quốc gia này. Nghị định thư quy định các nước Phần Lan, Estonia, Latvia, Litva và Bessarabia thuộc vùng ảnh hưởng của Liên Xô. Ngoài ra, Đức chấp thuận việc Liên Xô thu hồi lại Tây Ukraine và Tây Belarus (bị Ba Lan đánh chiếm năm 1921). Nghị định này cho phép thành lập chính quyền thân Liên Xô tại Litva, Latvia, Estonia. Ngày 1 tháng 9 năm 1939 Đức xâm chiếm Ba Lan, và ngày 17 tháng 9 quân đội Liên Xô tiến quân thu hồi Tây Ukraina và Tây Belarus. Ngày 28 tháng 9 năm 1939, Đức và Liên Xô ký kết Hiệp ước hữu nghị về biên giới. Sau đó, Liên Xô đã sáp nhập các nước Baltic (Estonia, Latvia, Litva), vùng Bessarabia và Bắc Bukovina, và một phần của Phần Lan vào lãnh thổ của mình.
Các thỏa thuận đã được ký kết đã làm dịu sự căng thẳng trong quan hệ chính trị và kinh tế giữa Liên Xô và Đức đang nóng lên sau sự xuất hiện của Hitler trên vũ đài chính trị và nắm quyền điều hành nước Đức cùng với các cuộc xung đột vũ trang (trong đó Liên Xô chống lại sự can thiệp của Đức và Italy ở Tây Ban Nha và ủng hộ phái Cộng hoà Tây Ban Nha, chống lại quân đội Nhật Bản ở Viễn Đông trong các Chiến dịch hồ Khasan và Khalkhyn Gol). Sự kiện này trở thành một bất ngờ chính trị cho các nước thứ ba. Gần như đồng thời với các tin đồn về sự tồn tại của thỏa thuận bí mật bổ sung, các văn bản Hiệp ước đã được xuất bản vào năm 1948 dưới dạng các bản sao. Năm 1993, văn bản gốc của Hiệp ước được tìm thấy.
Sau khi Đức tấn công Liên Xô ngày 22 tháng 6 năm 1941, cũng như tất cả các văn kiện ngoại giao Xô – Đức khác, Hiệp định này đã không còn giá trị..

## Bối cảnh quốc tế

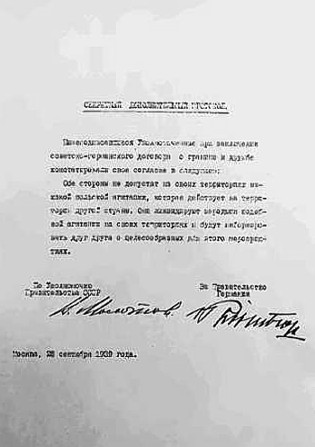
Trang cuối bản nghị định thư mật kèm theo Hiệp ước không xâm phạm Đức – Xô ngày 26 tháng 8 năm 1939 (bản chụp năm 1946)

Một số nguyên nhân cơ bản dẫn tới hiệp ước bao gồm:
- Đức đang chuẩn bị tấn công Ba Lan và muốn tránh chiến đấu trên hai mặt trận: phía Tây chống Anh – Pháp và phía Đông chống Liên Xô. Hơn nữa, Đức cũng muốn tăng cường ngoại thương với Liên Xô để bù đắp cho sự phong tỏa của Đồng minh trên mặt biển.
- Liên Xô muốn đẩy lùi chiến tranh nhưng vấp phải sự cản trở của các nước phương Tây do họ đã ký với nước Đức Quốc xã Hiệp ước München năm 1938. Mặc dù tiềm lực kinh tế quốc phòng đã được củng cố một bước nhưng về vấn đề cán bộ lại đang gặp khó khăn sau đợt thanh trừng của Joseph Stalin những năm 1936–1938. Mục đích của Liên Xô là hòa hoãn với Anh – Pháp để cùng chống Đức, nếu không đạt được mục tiêu này thì có thể hòa hoãn với Đức để tránh chiến tranh.
- Anh – Pháp luôn đánh giá thấp tiềm lực quân sự của Liên Xô, và nhất là Anh luôn nghi kỵ Liên Xô. Thủ tướng Anh Neville Chamberlain ghi trong nhật ký của mình: "Tôi xin thú thực rằng tôi rất nghi ngờ nước Nga".[2] Vì thế, họ thường tỏ ra thờ ơ mỗi khi Liên Xô đề nghị cùng hợp lực chống Đức. Việc này vô hình trung đẩy Liên Xô phải đàm phán với nước Đức Quốc xã vì nền an ninh của mình.
- Ba Lan đang có tranh chấp với Đức về vấn đề lãnh thổ thuộc Đông Phổ trước đây và đã chuẩn bị sắn chiến tranh với Đức. Nhưng nước này cũng nghi kỵ Liên Xô (trong quá khứ thời trung cổ, 2 nước đã nhiều lần xâm lược lẫn nhau) nên không muốn Liên Xô mang quân qua lãnh thổ của họ để chống lại Đức. Vì việc này, liên minh Nga – Anh – Pháp nhằm bảo vệ Ba Lan khó thành hiện thực.[3]

Do đó, kế hoạch thiết lập an ninh tập thể châu Âu do Liên Xô đề xướng luôn vấp phải sự chống đối hoặc ít ra cũng là sự lãnh đạm của các nước lớn ở Tây Âu. Điều này buộc Liên Xô phải ký kết với các nước Đông Âu và Pháp các bản hiệp ước song phương về tương trợ an ninh quốc phòng. Mặc dù không ưa Liên Xô nhưng dưới sức ép của dư luận trong nước, chính phủ các nước này cũng phải đàm phán với Liên Xô về các vấn đề quốc phòng và an ninh nhằm chống lại sự đe dọa của nước Đức Quốc xã. Tháng 5 năm 1935, hai hiệp ước được Liên Xô ký kết với Anh và Pháp. Tuy nhiên, tổng thống Tiệp Khắc Benet đã từ chối thi hành hiệp ước này và coi nó là một dĩ vãng còn sót lại. Còn đối với người Pháp, mặc dù các thỏa ước khung đã được ký kết nhưng họ vẫn không chịu ký với Liên Xô một hiệp định chung giữa bộ tham mưu quân đội hai nước để cùng nhau chống nước Đức Quốc xã.
Trong các năm 1936–1937, Liên Xô đã giúp đỡ những người Cộng hòa Tây Ban Nha chống lại chế độ Franco được Adolf Hitler bảo trợ nhưng lại không được Anh, Pháp ủng hộ tích cực. Ngược lại, từ tháng 11 năm 1937, họ đã mở nhiều cuộc hội đàm với các thủ lĩnh Đức Quốc xã tại Obersanzberg. Tham dự các vòng hội đàm còn có cả Huân tước Anh Halifax, các bộ trưởng của chính phủ Pháp. Họ cho rằng chế độ của Hitler đã trở thành thành trì chống chủ nghĩa Bolshevik và đã đến lúc có thể tiến hành cuộc thập tự chinh mới về phương Đông. Thái độ không dứt khoát của Anh và Pháp vô hình trung đã "động viên" Hitler mạnh dạn ra tay. Ngày 1 tháng 3 năm 1938, nước Đức Quốc xã thôn tính Cộng hòa Áo mà không cần nổ một phát súng. Trong khi Bộ trưởng dân ủy ngoại giao Liên Xô tuyên bố lên án cuộc xâm lược này thì thủ tướng Anh Neville Chamberlain lại nói: "Chúng ta phải tránh bị mắc lừa. Và chúng ta cũng không để cho các nước nhỏ có ảo tưởng về sự giúp đỡ của Hội Quốc Liên có thể dành cho họ để chống lại sự xâm lược".
Thái độ đó càng khuyến khích Hitler lấn tới. Tháng 8 năm 1938, quân đội Đức tập trung 30 sư đoàn quanh biên giới Tiệp Khắc. Đáng lẽ phải thành lập một mặt trận chung chống nước Đức Quốc xã thì Anh – Pháp lại nhận lời mời của Ribbentrop tham gia Hội nghị Munchen trong các ngày 29 và 30 tháng 9 năm 1938 giữa tứ cường Anh, Đức, Pháp, Ý. Kết quả của hội nghị này là một hiệp ước không xâm lược lẫn nhau được ký giữa bốn nước này ngày 30 tháng 9 mà không hề đếm xỉa đến Hiệp ước tương trợ giữa Anh và Pháp với chính phủ Tiệp Khắc của tổng thống Benet. Ngày 6 tháng 12 năm 1938, Pháp tuyên bố từ bỏ Hiệp ước tương trợ với Liên Xô để ký với Đức bản tuyên bố thừa nhận hiệu lực hoàn toàn của Hiệp định Munich 1938. Bằng Hiệp định Munich, Anh và Pháp đã thừa nhận việc Đức Quốc xã thôn tính nước Áo là việc đã rồi, cho phép Hitler đánh chiếm xứ Bohemia và Moravia, chia cắt Tiệp Khắc; đặt Ba Lan và cả Liên Xô trước nguy cơ xâm lược của nước Đức Quốc xã. Nhà sử học Cộng hòa Liên bang Đức Michael Freuner viết: "Khi gót giày Đức làm rung chuyển xứ Bohemia thì toàn thế giới sụp đổ. Người ta đã bỏ đi hòn đá tảng của Hiệp ước Versailles. Đế quốc Đức thấy mình đã được mở cửa sang phía Đông"

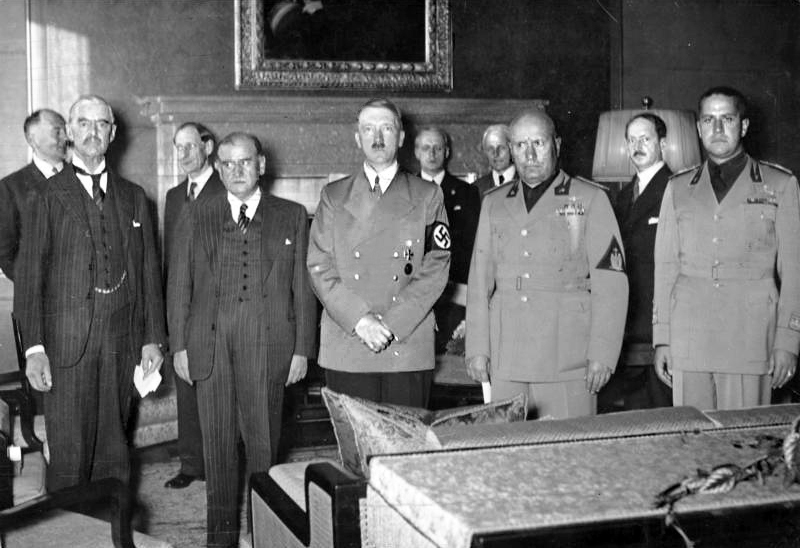
Hitler và đại diện các nước Anh, Pháp tại lễ ký Hiệp định Munich 1938

Hiệp ước Munich 1938 không chỉ mở đường cho nước Đức Quốc xã chiếm đóng Tiệp Khắc mà còn "bật đèn xanh" cho quân đội Đức tại Đông Phổ chiếm vùng Klaipeda của Litva, áp đặt một hiệp ước kinh tế bất bình đẳng với Romania và khuyến khích nước Ý phát xít của Benito Mussolini xâm lược Albania. Tháng 4 năm 1939, trong một nỗ lực cuối cùng để cứu vãn nền an ninh tập thể của châu Âu, Liên Xô mở lại các cuộc thương lượng với Anh và Pháp, thành thực tìm kiếm một hiệp định tương trợ thật sự với các nước Tây Âu và Đông Âu. Mặc dù người Nga thực lòng muốn ký một hiệp ước phòng thủ chung càng sớm càng tốt với Anh và Pháp nhưng họ đã vấp phải sự lạnh nhạt của các chính phủ Édouard Daladier và Neville Chamberlain. Họ đòi Liên Xô bảo đảm sự giúp đỡ nếu nước Đức Quốc xã tiến công về phía Tây, nhưng lại lảng tránh vấn đề giúp đỡ Ba Lan nếu nước Đức gây hấn ở phía Đông. Chính thái độ này của Anh và Pháp đã khuyến khích các nước Đức, Ý, Nhật ký kết với nhau tại Berlin bản "Hiệp ước chống quốc tế cộng sản" ngày 27 tháng 9 năm 1940. Toàn bộ tình hình trên đã buộc chính phủ Liên Xô phải có những hành động kiên quyết trong việc tìm con đường để đảm bảo cho nền an ninh đất nước. Con đường đó là con đường lợi dụng mâu thuẫn giữa các kẻ thù, khi Liên Xô quyết định chấp nhận đề nghị (nhiều lần) của Quốc xã ký với họ hiệp ước không xâm lược lẫn nhau. Những lời đề nghị này đã có từ ngày 20 tháng 8 năm 1936 nhưng chỉ đến khi thấy không còn biện pháp ngoại giao nào khác để đẩy lùi chiến tranh; ngày 23 tháng 8 năm 1939, Nhà nước Liên Xô mới cử phái đoàn do Bộ trưởng dân ủy ngoại giao V. M. Molotov dẫn đầu đón tiếp phái đoàn Đức của Ribbentrop tại Moskva để đàm phán với nước Đức Quốc xã.
Về phía Đức Quốc xã, để chuẩn bị cho Chiến tranh thế giới thứ hai, Hitler đặc biệt quan tâm đến vấn đề làm sao tránh cho nước Đức thoát khỏi tình cảnh phải tiến hành chiến tranh cùng lúc trên hai mặt trận như trong Chiến tranh thế giới thứ nhất. Để đạt được mục đích ấy, trong quan hệ với các cường quốc tư bản phương Tây, Hitler đã nói: "Phải dùng con ngáo ộp Bolshevik để đe dọa các cường quốc Versailles làm cho họ tin rằng, nước Đức là con đê cuối cùng ngăn chặn làn sóng đỏ. Đối với chúng ta, đó là cách duy nhất để vượt qua thời kì khủng hoảng này, thanh toán hiệp ước Versailles và tái vũ trang.". Nhưng mặt khác, Hitler cũng chủ trương tạm hòa hoãn với Liên Xô để tập trung lực lượng chống các cường quốc tư bản phương Tây, trước hết là Anh – Pháp. Vào ngày 23 tháng 8 năm 1939, Đức và Liên Xô đã ký hiệp ước Ribbentrop-Molotov, hay Hiệp ước Hitler-Stalin. Trong nội dung hiệp ước này, Đức Quốc Xã và Liên Xô đồng ý chia nhau quyền kiểm soát Ba Lan theo giới tuyến dọc theo sông Bug, người Đức chiếm mọi thứ ở phía tây, Liên Xô chiếm mọi thứ ở phía đông, kèm theo thỏa thuận bất tương xâm giữa hai cường quốc quân sự Đức – Xô, Joachim von Ribbentrop, Ngoại trưởng Đức, đã gặp người đồng cấp Liên Xô V.M. Molotov để ký Hiệp ước Hữu nghị Biên giới Đức – Xô sau khi cả hai nước tấn công xong Ba Lan.

## Chính sách đối ngoại của Liên Xô trong những năm 1933–1939

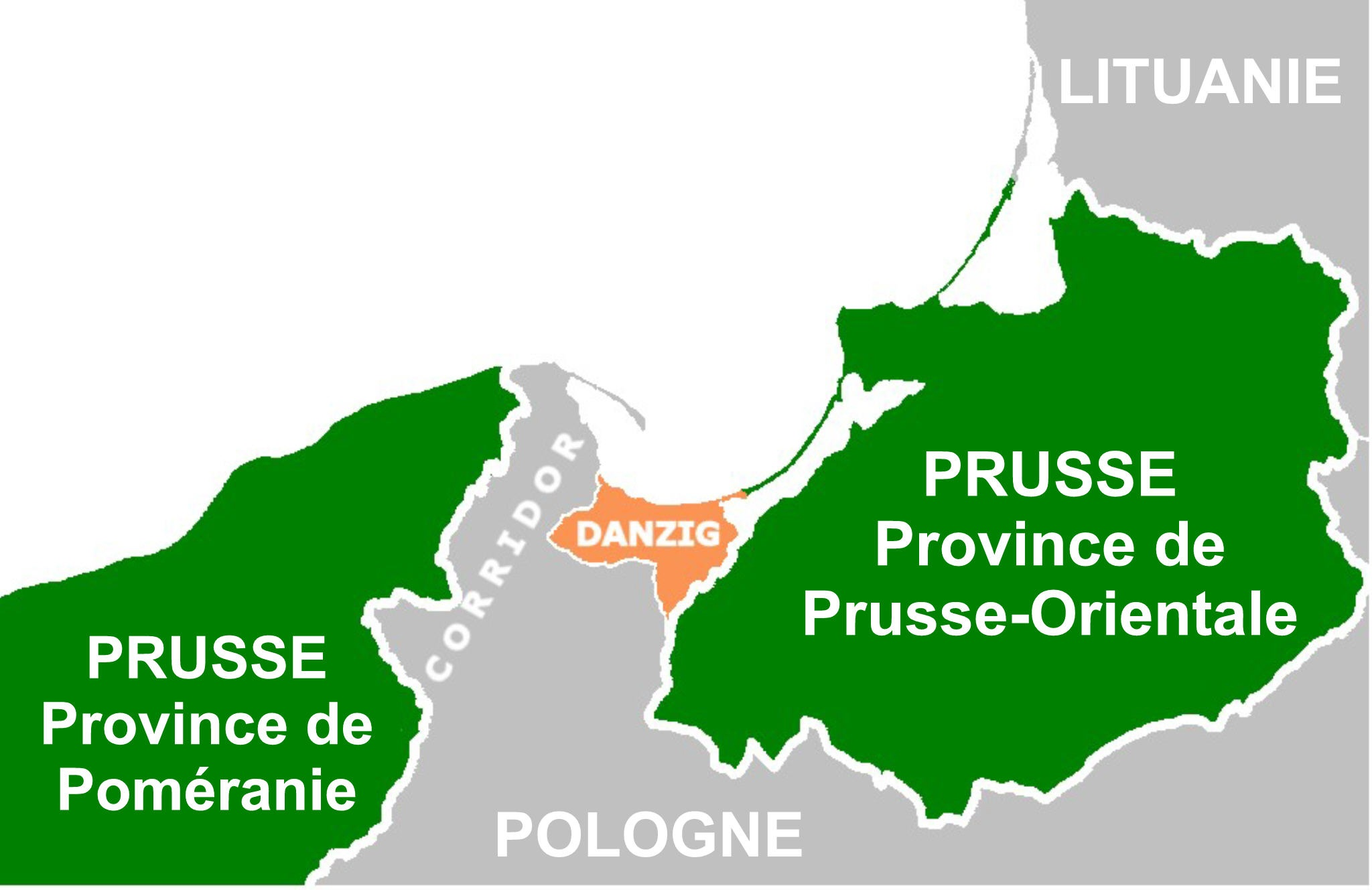
Yêu sách của nước Đức Quốc xã đối với eo đất Dantzig của Ba Lan năm 1939

Sau khi Hitler lên nắm quyền năm 1933 và đưa nước Đức vào tiến trình của chủ nghĩa "quốc gia xã hội" chống Xô Viết, chống bồi thường cho Đảng cộng sản Liên Xô, làm băng giá các quan hệ kinh tế và quân sự Xô – Đức. Có những ý kiến cho rằng ban đầu Stalin nhìn nhận Hitler như một con rối của các tầng lớp tư bản độc quyền Đức. Họ đã đưa Hitler lên cầm quyền nhưng chính họ mới là những người chủ thực sự của Đức. Kể từ đó, lập trường chính thức của các nhà ngoại giao Liên Xô, đứng đầu là Litvinov với chính sách về "an ninh chung châu Âu" trở thành cơ sở của hệ thống các điều ước quốc tế mà Liên Xô ký kết, phù hợp với hệ thống Versailles và ngăn chặn việc tìm kiếm kế hoạch phục thù của nước Đức.
Đến tháng 3 năm 1935, rốt cuộc nước Đức đã đơn phương chấm dứt hoạt động của các quan sát viên theo dõi việc thi hành các điều khoản quân sự của Hiệp ước Versailles năm 1919. Nước này đã thiết lập chế độ cưỡng bách tòng quân, thực hiện phổ biến chế độ đảm phụ chiến tranh phổ biến và thời kỳ tái vũ trang nước Đức đã bắt đầu. Tuy nhiên, hành động này của nước Đức đã không gặp phải sự phản đối có hiệu lực từ các cường quốc phương Tây, những nước bảo lãnh của Hiệp ước Versailles.
Hiệp ước không xâm phạm lẫn nhau giữa Ba Lan và Liên Xô đã được ký ngày 25 tháng 7 năm 1932, ban đầu có hiệu lực trong 2 năm. Đến ngày 5 tháng 5 năm 1934, nó được gia hạn đến ngày 31 tháng 12 năm 1945. Ngày 2 tháng 5 năm 1935, Liên Xô đã ký kết với Pháp, và ngày 16 tháng 6 ký kết với Tiệp Khắc các thỏa thuận hỗ trợ lẫn nhau. Còn Ba Lan thì đã tự nguyện đảm nhận việc bảo vệ lợi ích của Đức tại Hội Quốc Liên. Ngày 26 tháng 1 năm 1934, Ba Lan đã ký một tuyên bố với Đức về tình hữu nghị và không xâm phạm lẫn nhau.
Tiếp đó, tháng 11 năm 1936, Đức và Nhật Bản đã ký hiệp ước chống Quốc tế Cộng sản Liên Xô, đến năm 1937 có thêm Italia tham gia. Liên Xô cung cấp hỗ trợ quân sự cho chính phủ Cộng hòa Tây Ban Nha, nơi mà Đức và Ý đang tích cực hỗ trợ các cuộc đảo chính của tướng Franco. Trong tháng 3 năm 1938, Đức thôn tính nước Áo và tuyên bố chủ quyền vùng Sudet trên lãnh thổ Tiệp Khắc. Trong khi đó, Anh và Pháp lại theo đuổi một chính sách xoa dịu và nhượng bộ. Rất nhiều tổ hợp và tập đoàn đầu tư của phương Tây đầu tư vào nền kinh tế nước Đức, đặc biệt là trong ngành công nghiệp nặng..
Sự việc rõ ràng hơn qua thư khố của Bộ Ngoại giao Đức. Một bản ghi nhớ ngày 4 tháng 11 năm 1938 cho thấy Hermann Göring nhấn mạnh việc phục hồi quan hệ mậu dịch với Liên Xô, nhất là việc mua nguyên vật liệu của Liên Xô. Những hiệp ước kinh tế Nga – Đức sẽ hết hạn vào cuối năm, và các cuộc đàm phán để ký kết lại thì chưa ngã ngũ. Hai bên vẫn còn nghi ngại nhau nhưng đang chầm chậm tiến đến gần nhau. Trở ngại chính trong mậu dịch là trong khi Đức đang thèm muốn nguyên liệu của Liên Xô, Đức không thể cung cấp cho Liên Xô những hàng hóa để dùng vào việc trao đổi hiện vật.
Tuy nhiên quan hệ kinh tế khó có thể thay thế các quan hệ chính trị ngoại giao đã có những dấu hiệu khác thường. Ngày 10 tháng 3 năm 1939, Josef Stalin đọc một bài diễn văn dài trong Đại hội Đảng lần thứ 18. Ba ngày sau, Đại sứ Đức ở Nga, Friedrich von der Schulenburg, gửi về Berlin một bản báo cáo dài, cho biết: "Trong tình hình quốc tế hiện nay mà họ cho là nghiêm trọng, Chính phủ Xô Viết tìm cách tránh cuộc xung đột giữa Liên Xô với Đức". Anh bỏ qua, nhưng Đức để ý đến việc này.
Stalin tin rằng Anh thích liên minh với Ba Lan hơn là với Liên Xô. Ông cũng cho rằng Thủ tướng Anh Arthur Neville Chamberlain muốn đẩy Liên Xô ra ngoài rìa chính trường châu Âu. Tuy thế, chính sách ngoại giao của Liên Xô vẫn là để mở cho cả hai bên Đức và Anh – Pháp. Ngày 16 tháng 4 năm 1939, Ngoại trưởng Litvinov của Liên Xô chính thức đề nghị Hiệp ước Ba Bên gồm Anh, Pháp và Nga. Đấy là nỗ lực cuối cùng của Litvinov nhằm tạo mối liên minh chống Đức. Không nước nào ở Đông Âu, kể cả Ba Lan, có đủ tiềm lực duy trì một mặt trận ở vùng này. Tuy thế, đề nghị của Liên Xô đã gặp phải thái độ nghi ngại của Anh và Pháp.

### "Sứ mạng Kandelaki"
Trong những nỗ lực để mở rộng quan hệ kinh tế, chính trị nhằm giảm căng thẳng. Việc tìm kiếm những địa chỉ liên lạc bắt đầu vào năm 1934, sau những "đêm yến tiệc" ngoại giao, người Đức đã thuyết phục được Stalin rằng Hitler là biểu tượng của quyền lực lâu bền. Kết quả là vào cuối năm 1934, người Nga đã cử ông David Vladimirovik Kandelaki đến văn phòng đại diện thương mại của họ tại Berlin làm sứ giả để tìm kiếm việc thiết lập quan hệ chính trị với nước Đức. Trước khi chia tay Kandelaki, Stalin đã gặp ông ta hai lần (và cuộc gặp lần thứ hai diễn ra tại tư gia) cho thấy tầm quan trọng của nhiệm vụ mà Stalin giao. Tại Đức, Kandelaki đã làm việc tích cực để chuyển các mối quan hệ từ vấn đề kinh tế sang vấn đề chính trị trong các cuộc đàm phán của mình với các bộ trưởng của nước Đức Quốc xã, với Hermann Göring và Thống đốc Ngân hàng quốc gia Đức Hjalmar Schacht. Đặc biệt, Kandelaki nói với Schacht: "Nếu có một cuộc gặp giữa Stalin và Hitler, rất có thể sẽ có những thay đổi". Trong bản báo cáo của Kandelaki về chuyện này, Stalin đã phê vào góc trên, bên trái: "Thật thú vị. J. St.". Và ông thông báo việc này với Voroshilov và Kaganovich.
Tháng 3 năm 1935, Stalin đặc biệt lưu ý đối với các báo cáo tình báo "quan trọng, cần xem xét" của Bộ trưởng Bộ Ngoại giao Pháp Pierre Laval, trong đó coi Liên Xô và đối thủ Đức Quốc xã không phải là không thể thay đổi hiện thực chính trị quốc tế. Cuối cùng, Đức và Liên Xô cũng vẫn có thể tấn công nhau và thiệt hại của họ là "một món hời" đối với Pháp. Năm 1936, phía Liên Xô từ chối ký kết với Đức hiệp ước không xâm lược với lý do hai nước không có biên giới chung. Theo người đứng đầu mạng lưới tình báo Liên Xô Walter Germanovich Krivitsky, để chứng tỏ một phần thiện chí của Moskva; trong tháng 12 năm 1936, ông này đã được lệnh phải giảm bớt hoạt động tình báo tại Đức. Cái gọi là "sứ mệnh Kandelaki" tiếp tục đến năm 1937 và kết thúc thất bại. Vì các lý do chính trị và tư tưởng, phía Đức Quốc xã đã không xem nó là cần thiết để đi đến việc mở rộng quan hệ với Liên Xô..

### "Những bài diễn văn có màu hạt dẻ"
Theo lịch sử phương Tây và báo chí trong Chiến tranh Lạnh, tên gọi này do Stalin nêu ra hồi tháng 10 năm 1939 tại Đại hội XVIII của Đảng Cộng sản Liên Xô (Bolshevik). Đến nửa sau những năm 80 của thế kỷ XX, với trào lưu "cải tổ", tên gọi này được lược bỏ trong lịch sử và báo chí Liên Xô và sau đó là Nga. Theo một số nhà sử học, trong bài phát biểu, Stalin đã gọi những cáo buộc của Anh và Pháp về chính sách của Liên Xô đối với Đức là sự khiêu khích, kích động chiến tranh, có hại cho hòa bình bằng cái tên này. Tại đây, ông cũng thông báo các mục tiêu chính trong chính sách đối ngoại của Liên Xô:
- Để tiếp tục các chính sách hòa bình, Liên Xô tăng cường quan hệ kinh doanh với tất cả các nước.
- Không để đất nước chúng tôi bị kéo vào các xung đột bởi các thế lực hiếu chiến đã quen được người ta ủy cho quyền thao túng trong sự phục thù.[23]

Mặc dù Viacheslav Damichev (Вячеслав Дашичев) cho rằng gợi ý này có vẻ như ngay lập tức được chấp nhận ở Berlin; rằng sau khi ký kết Hiệp ước Xô – Đức, Molotov gọi nó là "sự khởi đầu của những biến đổi" trong quan hệ Xô – Đức, nhưng lại không có một cơ sở tài liệu nào để giải thích tùy tiện bài phát biểu của Stalin tại Đại hội. Tại mục "Vị trí quốc tế của Liên Xô" trong báo cáo của mình, Stalin phân tích tình hình quốc tế lúc đó trực tiếp chỉ ra nguy cơ xâm lược:
"Đây là các sự kiện quan trọng trong thời kỳ hiện nay, đang mở ra một cuộc chiến tranh đế quốc. Năm 1935, Ý xâm chiếm Abyssinia và nô dịch nó. Vào mùa hè năm 1936 Đức và Ý đã tổ chức một sự can thiệp quân sự ở Tây Ban Nha, và Đức đã thực hiện cuộc can thiệp đó ở phía bắc Tây Ban Nha và vùng giáp giới giữa Tây Ban Nha với Maroc, và Ý ở phía nam của Tây Ban Nha và quần đảo Balearic. Năm 1937, Nhật Bản, sau khi chiếm đóng Mãn Châu, đã xâm chiếm miền Bắc và miền Trung Trung Quốc, đã chiếm Bắc Kinh, Thiên Tân, Thượng Hải và bắt đầu mở rộng phạm vi chiếm đóng ra ngoài khu vực của đối thủ cạnh tranh của họ. Đầu năm 1938, Đức xâm chiếm Áo, và mùa thu năm 1938, chiếm vùng đất Sudet của Tiệp Khắc. Cuối năm 1938, Nhật Bản chiếm Quảng Châu, và vào đầu năm 1939, chiếm đảo Hải Nam".
Bản báo cáo cũng chỉ ra những nước đã lùi bước trước các cuộc xâm lược và giải thích những lý do cho tình huống này:
"Trong cuộc chiến đấu với những kẻ xâm lược, sự thiếu tích cực của một số quốc gia, chủ yếu là Anh, Pháp, Hoa Kỳ đã vô hình trung làm phương hại đến lợi ích của chính họ với những chính sách ngược đời, từng bước rút lui, nhượng bộ và tiếp tục nhượng bộ kẻ xâm lược. Lý do chính là họ đã từ chối sự thống nhất giữa các cường quốc; đặc biệt là Anh và Pháp đã từ bỏ chính sách an ninh tập thể chống xâm lược trong quá trình chuyển đổi của họ từ vị trí không can thiệp đến vị trí trung lập ".
Những luận điểm chính trong bài phát biểu về chính sách đối ngoại của Liên Xô đã không được các nước phương Tây chú ý, cũng như những gợi ý của nó mặc dù không chỉ ra kế hoạch "nâu hoá" nhưng đã hàm chứa nguy cơ này một cách rõ ràng. Và, cho dù có những luận điểm quan trọng trong bài nói của Stalin có động chạm đến Anh và Pháp, nhưng cánh cửa để đàm phán với họ vẫn được để ngỏ, và các sự kiện tiếp theo cho thấy rõ điều này. Ngày 18 tháng 3 năm 1939, chính phủ Liên Xô đề xuất triệu tập một hội nghị sáu nước: Liên Xô, Anh, Pháp, Ba Lan, Rumani và Thổ Nhĩ Kỳ để phát triển một liên minh phối hợp hành động nhằm đối phó các hành động gây hấn mới của Đức là sự đe dọa đối với Rumani.
Kể từ đó, các kênh liên hệ ngoại giao Liên Xô, Anh và Pháp vẫn tiếp tục do hiểm hoạ xâm lược của Đức. Sau đó, các kênh này đã biến thành một cuộc đàm phán đầy đủ về một liên minh chính trị và quân sự. Trên bối cảnh toàn cục, có thể coi cụm từ của Stalin giống như một tín hiệu rõ ràng: Không để đất nước chúng tôi bị kéo vào các xung đột bởi các thế lực hiếu chiến đã quen được người ta ủy cho quyền thao túng trong sự phục thù. Điều đó biểu thị ý muốn hành động một cách cân bằng trên cơ sở chính sách đối ngoại trước hết nhằm bảo đảm lợi ích của Liên Xô.

## Cuộc khủng hoảng năm 1939

Lễ ký kết hiệp ước chống Quốc tế cộng sản giữa Đức, Ý và Nhật Bản (hiệp ước phe Trục)

### Diễn biến cuộc khủng hoảng ngoại giao xuân hè 1939
Ngày 15 tháng 3 năm 1939 Đức chiếm đóng Tiệp Khắc, và vào cuối tháng 3 tiếp tục chiếm đóng vùng Klaipeda (Memele). Ngày 21 tháng 3, ngoại trưởng Đức Joachim von Ribbentrop gửi tối hậu thư yêu cầu người đồng cấp Jozef Beck của Ba Lan đáp ứng tất cả các yêu cầu của Đức và "cùng làm việc với Đức về chính sách chống Liên Xô". Ba Lan đã dứt khoát từ chối các yêu cầu của nước Đức 
.
Vào ngày 31 tháng 3, Thủ tướng Anh Chamberlain đã thay mặt các nước Anh và Pháp thông báo bảo đảm hỗ trợ Ba Lan trong trường hợp bị gây hấn. Ngày 6 tháng 4, những lời bảo đảm trên được chính thức ghi nhận trong Hiệp ước quân sự Anh – Ba Lan. Trong một bài phát biểu tại nước Đức ngày 28 tháng 4, Hitler đã tuyên bố xóa bỏ Hiệp ước không xâm lược giữa Đức và Ba Lan đã được ký ngày 26 tháng 1 năm 1934 và thỏa thuận hàng hải – hải quân năm 1935 giữa Anh và Đức. Một điểm đáng chú ý rằng Hitler trong bài phát biểu của ông luôn nhấn mạnh "để tránh các cuộc tấn công truyền thống của Liên bang Xô viết".
Ngày 22 tháng 5 cái gọi là "Hiệp ước thép" được ký kết, và ngày hôm sau, Hitler tuyên bố với các công ty hàng đầu của nước Đức về ý định của mình tấn công Ba Lan để "mở rộng không gian sinh tồn sang phía Đông". Cùng lúc đó, Anh được gọi là kẻ thù chính của Đức và cuộc đấu tranh chống lại họ là một vấn đề "sống còn". Đối với Liên Xô, Hitler tuy không cho rằng họ sẽ "vô tư trước số phận của Ba Lan" nhưng trong trường hợp không có cuộc xâm lược của Liên Xô, ông bày tỏ ý định của mình "sẽ tấn công Anh, Pháp và sẽ đánh cho họ tan nát".

### Chính sách đối ngoại của Liên Xô trong cuộc khủng hoảng xuân hè 1939

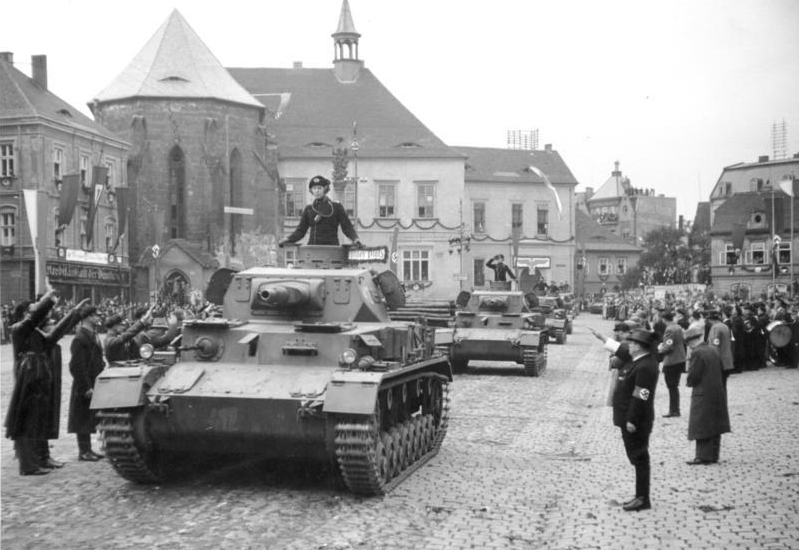
Quân đội Đức Quốc xã chiếm đóng Tiệp Khắc, tháng 10 năm 1938

Đáp lại sự chiếm đóng xứ Bohemia và sáp nhập nó vào nước Đức, Chính phủ Liên Xô đã lưu ý trong Bị vong lục ngày 18 tháng 3: "... Nếu không có bất kỳ sự đồng thuận nào của người Tiệp, sự chiếm đóng của quân đội Đức đối với Tiệp Khắc sẽ là tùy tiện, bạo lực và hung hãn theo kiểu các nhà nước German thời trung cổ."
Ngày 18 tháng 3, cùng khi nhận được những tin tức về tối hậu thư của nước Đức Quốc xã với Romania, Phó dân uỷ Ngoại giao Liên Xô Litvinov thông qua các đại sứ ở Moskva đã đề xuất triệu tập một hội nghị sáu nước: Liên Xô, Anh, Pháp, Romania, Ba Lan và Thổ Nhĩ Kỳ đến Đức để ngăn chặn, không cho sự xâm lăng tiến triển thêm. Tuy nhiên, phía Anh thấy đề nghị "hơi sớm" và đề xuất một giải pháp hạn chế là tuyên bố chung của các nước Anh, Pháp, Liên Xô và Ba Lan về sự quan tâm của các quốc gia này trong việc bảo tồn sự độc lập và toàn vẹn lãnh thổ của các quốc gia miền Đông và Đông Nam châu Âu.
Ngày 16 tháng 4, Litvinov đề nghị ký một hiệp ước quân sự ba bên về hỗ trợ lẫn nhau giữa các nước Anh, Pháp và Liên Xô, kể cả Ba Lan nếu họ muốn tham gia. Tuy nhiên, trong bức giác thư trả lời ngày 8 tháng 5, Chính phủ Anh đã có sự đáp ứng tiêu cực. Việc khước từ của Anh củng cố mối e ngại của Liên Xô rằng Chamberlain không muốn lập liên minh với Nga để ngăn chặn Hitler chiếm Ba Lan. Ngày 17 tháng 4, Phó dân ủy Litvinov với tư cách là Đại sứ Liên Xô tại Berlin đã cùng với Phó ủy viên ngoại giao Liên Xô Merekalov đến gặp Thư ký Văn phòng đối ngoại Nhà nước Đức Erhack von Weizsacker. Trong cuộc gặp, phía Liên Xô lưu ý những kháng nghị của mình về các hành động chiến tranh nhân danh nước Đức chống lại Tiệp Khắc có thể dẫn đến sự đổ vỡ các hợp đồng cung cấp của Liên Xô về pháo binh, súng cao xạ, hệ thống điều khiển phát hỏa cùng các bản thiết kế trong đó mô tả đầy đủ các quy trình và vật liệu để sử dụng vào mục đích quân sự, tổng cộng trị giá hơn 3.500.000 USD. Vào cuối cuộc họp, những đàm thoại về các chủ đề chính trị nói chung được Weizsacker khởi xướng. Trong đó, có đoạn như sau:
Merekalov nói: "Sự khác biệt tư tưởng dường như không ảnh hưởng đến quan hệ Nga – Ý, và quan hệ này cũng không trở thành một trở ngại cho Đức".
Weizsäcker nói: "Các ngài đã biết, chúng tôi có thể kết bạn với những người có mâu thuẫn về nguyên tắc ý thức hệ. Nhưng tại thời điểm này, chúng tôi xin chân thành muốn phát triển quan hệ kinh tế với các ngài." .
Trong nửa cuối tháng 4, Stalin đã có trong tay các tài liệu chính xác chứng tỏ Anh và Pháp đang chuẩn bị để chiến đấu yểm hộ Ba Lan. Theo nhà nghiên cứu, Sergei Zinovievich Slutch, triển vọng của việc tham gia cuộc chiến chống lại Đức không phù hợp với ý định của Stalin, và việc giữ mối quan hệ với Berlin đã trở thành sự "ưu tiên hàng đầu của ông ta"..
Ngày 3 tháng 5 năm 1939, Litvinov được thay thế bởi Vyacheslav Molotov. Tại Berlin, nó được coi như là một dấu hiệu đáng khích lệ. Việc thay đổi đột ngột có ý nghĩa đặc biệt. Litvinov có chủ trương củng cố an ninh cho Nga chống lại Đức Quốc xã bằng cách liên minh với Anh và Pháp. Sự lưỡng lự của Chamberlain với liên minh này đã làm hại đến Litvinov. Theo phán xét của Stalin, chính sách của Litvinov đã thất bại. Hơn nữa, chính sách này đe dọa đưa Nga vào cuộc chiến với Đức. Stalin kết luận rằng phải thay đổi. Nếu Chamberlain đã xoa dịu Hitler, liệu ông ấy sẽ xoa dịu nhà độc tài Nga được không? Việc Litvinov gốc Do Thái được thay thế bởi Molotov không phải là người Do Thái có thể gây tác động lên giới lãnh đạo Quốc xã. Ngày hôm sau, báo chí Đức đã bị cấm đăng tất cả các bài công kích Liên Xô. Trong khi Thủ tướng Anh vẫn có thái độ lạnh nhạt và thậm chí là khinh bỉ đối với Liên Xô thì ngược lại, Winston Churchill (lúc này chỉ là đại biểu Nghị viện) cho rằng Liên Xô đã có đề nghị "công bằng hơn, đơn giản hơn, trực tiếp hơn và hiệu quả hơn" so với đề nghị của chính Chamberlain. Ông van nài Chính phủ Anh quốc nên tiến gần đến Nga, vì "nếu không có Nga sẽ không có mặt trận miền Đông vững chắc.". Từ ngày 9 tháng 5 tại Berlin loan đi tin đồn rằng Đức "đã và đang chuẩn bị để cùng với Nga để thực hiện kế hoạch phân chia lãnh thổ của Ba Lan".
Với các diễn biến như trên thì không có gì là bất bình thường trong việc Liên Xô tăng cường sự tiếp xúc với Đức. Ngày 20 tháng 5, Bộ trưởng dân ủy Ngoại giao Liên Xô tiếp đại sứ Đức Schulenburg trong một cuộc nói chuyện với không khí rất thân thiện. Họ cho rằng sự thành công của cuộc đàm phán về kinh tế "nên được đặt trong một khuôn khổ chính trị". Việc đề cập đến "cơ sở chính trị" của vấn đề là một sự bất ngờ đối với Schulenburg. Đây là đường hướng mới từ Điện Kremli nhưng Molotov vẫn tỏ ra kín đáo. Khi Schulenburg hỏi "cơ sở chính trị" có nghĩa như thế nào, Molotov đáp đấy là điều hai chính phủ nên suy nghĩ. Mọi nỗ lực của vị đại sứ muốn khai thác thêm ý nghĩa từ vị Ủy viên Ngoại giao chỉ hoài công. Ngày 21 tháng 5, Stalin yêu cầu Bộ dân ủy Ngoại giao Liên Xô chuẩn tất cả tài liệu về Đức và các điều ước của Liên Xô..
Ngày 27 tháng 5 Chamberlain lo ngại rằng Đức sẽ có thể làm hòa Liên bang Xô viết nên đã lệnh cho Đại sứ của mình tại Moskva đồng ý thảo luận về một hiệp ước tương trợ, kèm theo một hiệp ước liên minh quân sự giữa hai nước để chống Hitler. Molotov đã ngạc nhiên khi nhận được một gói đề xuất có liên quan của người Anh trong đó có cả một bức thông điệp của người Pháp. Ngày 31 tháng 5 năm 1939, Molotov đọc bài diễn văn công khai đầu tiên trên cương vị Ủy viên Ngoại giao trước Hội đồng Tối cao của Liên Xô. Ông trách móc các nước dân chủ phương Tây đã lưỡng lự và tuyên bố nếu họ nghiêm túc trong việc tham gia cùng Liên Xô ngăn chặn gây hấn, họ phải tỏ ra thực tiễn và đạt đến thỏa thuận về ba điểm chính:
- Hiệp ước trợ giúp hỗ tương ba bên có tính chất thuần túy phòng thủ.
- Sự đảm bảo cho các nước Trung Âu và Đông Âu kể cả mọi nước tiếp giáp với Liên Xô.
- Hiệp ước về loại hình và phạm vi tương trợ cấp thời và có hiệu quả cho mọi bên và cho các quốc gia nhỏ hơn bị đe dọa gây hấn.

Molotov cũng tuyên bố rằng việc đàm phán với phương Tây không có nghĩa Liên Xô sẽ bỏ qua "những quan hệ mậu dịch trên cơ sở thực dụng" với Đức và Ý. Ngày 28 tháng 6, Molotov đã tiếp Schulenburg và nói chuyện với ông này về khả năng và hiện thực trong việc bình thường hóa quan hệ với Đức.

## Các cuộc đàm phán mùa hè năm 1939

### Liên Xô đàm phán chính trị với Anh và Pháp
Cuộc đàm phán chính trị tay ba giữa Liên Xô, Anh và Pháp bắt đầu từ ngày 10 tháng 4. Kết quả của nó là bản dự thảo của Liên Xô ngày 2 tháng 6 kêu gọi các bên ký kết hiệp định về một Liên minh quân sự có hiệu lực trong các trường hợp sau đây:
- Trong trường hợp có một cuộc tấn công của Đức vào một trong các cường quốc châu Âu tham gia ký kết hiệp định.
- Trong trường hợp chống lại sự xâm lược của Đức và Thổ Nhĩ Kỳ đối với các nước Bỉ, Ba Lan, Latvia, Estonia, Hy Lạp, Romania và Phần Lan. Tất cả các bên ký kết hiệp định có trách nhiệm thực hiện sứ mạng bảo hộ này;
- Trong trường hợp một bên tham gia Hiệp định lâm vào cuộc chiến với một quốc gia khác, yêu cầu có sự hỗ trợ, cung cấp của các nước tham gia liên minh tay ba.

Các điều ước này chỉ được London và Paris chấp nhận một phần. Cho đến cuối tháng 7, các cuộc đàm phán vẫn dẫm chân tại chỗ chủ yếu do thái độ thiếu thiện chí của Anh và Pháp trong việc thảo luận định nghĩa của Liên Xô về "gián tiếp xâm lược", trong đó liên minh cam kết là có hiệu lực. Trong phần giải trình của Liên Xô, nó đã được xác định như sau:
| “                                                            | Khái niệm "gián tiếp xâm lược" dùng để chỉ hành động mà bất cứ các nước nhỏ nào có chung đường biên giới với Liên bang Xô viết, cũng như Bỉ và Hy Lạp đã thực sự bị đe dọa của một lực lượng, của một thế lực, hoặc không có mối đe dọa như vậy nhưng những thế lực đó đòi hỏi việc sử dụng lãnh thổ và lực lượng của các nước nhỏ này này để gây hấn chống lại nước nhỏ khác hoặc chống lại một trong các bên ký kết hiệp định. | ” |
| — Đề nghị của Chính phủ Liên Xô vào ngày 9 tháng 7 năm 1939, | |   |

Tuy nhiên, điều này lại được các đại biểu Anh và Pháp nhìn nhận như một yêu sách của Liên Xô có thể cho phép họ có lý do để thực hiện ý định đưa quân đội của mình vào các quốc gia láng giềng. Về phần mình, các nhà đàm phán Anh và Pháp đề nghị việc thực hiện các thỏa thuận đó còn tùy theo việc "xâm lược gián tiếp" phải được xác định chỉ sau khi tham khảo ý kiến ba bên. Liên Xô cho rằng Anh và Pháp chỉ cam kết thừa nhận miễn cưỡng một phần đề nghị đó trong trường hợp họ có thể phải đối đầu với Đức trong một cuộc chiến tranh..
Wilston Churchill đã nhận xét:
| “                    | Một trở ngại cho một thỏa thuận như vậy (với Liên Xô) được hiểu là một sự lạ lùng mà hầu hết các nước nhỏ có chung biên giới với Liên Xô có nhiều kinh nghiệm trong quá khứ về sự trợ giúp của Liên Xô trong việc cho phép quân đội Xô Viết có thể đi qua lãnh thổ của mình để bảo vệ họ chống lại nước Đức, và có thể xảy ra điều bất ngờ là họ có thể bị gộp vào hệ thống Xô viết Cộng sản. Cuối cùng, họ trở thành các đối thủ hăng hái nhất của hệ thống đó. Ba Lan, Rumani, Phần Lan và ba nước vùng Baltic không biết họ phải sợ cái gì, cuộc xâm lược Đức hay sự cứu giúp của Liên Xô. Nó là điều cần phải chấp nhận nhưng cũng là một sự lựa chọn khủng khiếp làm tê liệt các chính sách của Anh và Pháp. | ” |
| — Wilston Churchill, | |   |

### Các cuộc hội đàm giữa Liên Xô và Đức
Ngày 24 tháng 7, Cố vấn đặc biệt về Chính sách kinh tế đối ngoại đối với phương Đông của Văn phòng Đế chế Karl Julius Schnurre đã có cuộc hội đàm với phái viên phụ trách các vấn đề đối ngoại của Liên Xô G. I. Astakhov. Sau khi thảo luận về các vấn đề kinh tế hiện tại, hai bên đã vạch ra một kế hoạch để cải thiện quan hệ về chính trị giữa Đức và Liên Xô (hai bên đã thỏa thuận trước đó rằng một phần của cuộc hội đàm này chỉ là một cuộc trao đổi quan điểm, không phải là thỏa thuận chính thức). Kế hoạch của Đức bao gồm:
1 – Tiến hành việc ký kết hợp đồng tín dụng thương mại theo thông lệ.
2 – Thiết lập các mối quan hệ trong lĩnh vực báo chí và hợp tác văn hóa, tạo một bầu không khí tôn trọng lẫn nhau
3 – Thiết lập quan hệ hữu nghị về chính trị. Điều này được Schnurre lưu ý rằng những nỗ lực liên tục của Đức để nâng cao quan hệ này đã vượt qua Liên Xô.
Ngày 26 tháng 7, Schnurre tiếp tục phát triển chủ đề này bằng cách mời Ribbentrop, Astakhov và đại diện thương mại E.I. Babarina đến nhà hàng. Giai đoạn thứ ba của kế hoạch đã được phía Đức kích thích thêm: hoặc quay trở lại những gì nó đã đạt được trước khi hiệp ước trung lập của năm 1926, hoặc một thỏa thuận mới này sẽ đưa vào khuôn khổ lợi ích quan trọng của cả hai đảng chính trị. Ribbentrop còn nói thêm rằng Đức đã sẵn sàng để thảo luận và thương lượng với Liên Xô trên tất cả các vấn đề mà hai bên quan tâm, đề cập đến tất cả những bảo đảm về an ninh những gì mà nước Đức muốn nhận được từ nó. Ngay cả đối với các nước vùng Baltic và Ba Lan, Đức cũng sẽ dễ dàng đồng ý như đã làm đối với Ukraina (trước đó Đức đã từ chối thỏa thuận).
Ngày 3 tháng 8 Ribbentrop lần đầu tiên thực hiện một tuyên bố chính thức về quan hệ Liên Xô – Đức Quốc xã, ngoài những điều khác còn hàm chứa một lời gợi ý về các lĩnh vực và các khu vực chịu ảnh hưởng:
"Đối với tất cả các vấn đề liên quan đến lãnh thổ từ Biển Đen đến biển Baltic, chúng ta có thể dễ dàng dàn xếp... Đối với Ba Lan, trong những sự kiện mới phát sinh, chúng tôi đang theo dõi một cách cẩn thận và bình tĩnh. Trong trường hợp của sự khiêu khích trên một phần của Ba Lan, chúng tôi sẽ giải quyết vấn đề với Ba Lan trong vòng một tuần. Trong trường hợp này tôi đã thực hiện một gợi ý tinh tế trong khả năng của một thỏa thuận với Liên Xô về số phận của Ba Lan..
Ngày 15 tháng 8, Bá tước Schulenburg chuyển một tin nhắn đến Molotov, trong đó Bộ trưởng Ngoại giao của Đức Ribbentrop bày tỏ ông ta sẵn sàng đến Moskva để "làm rõ mối quan hệ Đức – Xô." Ribbentrop cũng đã bày tỏ sự sẵn sàng để "giải quyết tất cả các vấn đề về lãnh thổ từ Baltic tới Biển Đen." Trong một phản ứng của phía Liên Xô, Molotov đã qua Schulenburg đề nghị ký kết một hiệp ước toàn thể thay vì đề xuất một tuyên bố chung về không sử dụng vũ lực chống lại nhau (có ý nghĩa như một Công ước trong tương lai).

### Các cuộc đàm phán quân sự của Liên Xô với Anh và Pháp
Không chờ đến khi có được những thỏa thuận về chính trị, ngày 23 tháng 7, Liên Xô đã mời Anh và Pháp đến Moskva dự các cuộc đàm phán về các vấn đề quân sự. Ngày 25 tháng 7, Anh đồng ý và ngày 26 tháng 7, Pháp cũng đồng ý. Ngoại trưởng Anh Halifax cho biết, đoàn của ông sẽ có thể ở lại Moskva trong vòng 7 đến 10 ngày, nhưng thành phần của nó vẫn còn chưa xác định. Trong khi hoàn toàn có thể đi được bằng máy bay đến Liên Xô thì phía Anh lại lấy cớ bảo đảm bí mật với Đức để đi bằng tàu biển với tốc độ chỉ 13 hải lý/giờ. Đoàn Đại biểu Anh và Pháp rời London đi Moskva ngày 5 tháng 8 dưới danh nghĩa đi du lịch, qua tuyến đường biển đến Leningrad (nay là St.Petersburg) ngày 10 tháng 8, sau đó đi Moskva bằng tàu hoả. Tại Moskva, họ bắt đầu làm việc từ ngày 11 tháng 8. Các quan hệ với phái đoàn Anh cho các cuộc đàm phán tại Moskva được thực hiện thông qua trợ lý được Bộ trưởng Ngoại giao chỉ định làm người đứng đầu đoàn là Đô đốc Drax (mặc dù người chính thức dẫn đầu Đoàn Đại biểu Anh là Thứ trưởng Anthony Eden), người có vị trí không quan trọng lắm trong giới lãnh đạo quân sự Anh tại thời điểm đó. Không giống như trong cuộc đàm phán tại Ba Lan, Anh chỉ cử Tổng Tư lệnh Không quân, Tướng Ironside làm Trưởng đoàn. Điều này chứng tỏ Chamberlain không tin vào khả năng đạt được thỏa thuận với Liên Xô, cũng không tin tưởng ở khả năng quân sự của Hồng quân.Trong một bức thư cá nhân ngày 28 tháng 3, Chamberlain đã viết: "Tôi phải thú nhận rằng tôi hoàn toàn không tin tưởng Liên Xô. Tôi không tin rằng họ có thể thực hiện một cuộc tấn công có hiệu quả, ngay cả khi họ muốn... Trong thực tế, người ta ghét họ vì nghi ngờ họ muốn khống chế các quốc gia lân bang nhỏ, đặc biệt là Ba Lan, Romania và Phần Lan". Tại cuộc họp nội các Chamberlain tuyên bố rằng đối với tất cả mọi thứ "liên quan đến việc liên minh với Liên Xô, ông có linh cảm rằng "hoàn toàn không thể tin vào sức mạnh của Liên Xô và cần phải nghi ngờ về khả năng cung cấp hỗ trợ cho Liên Xô trong trường hợp có chiến tranh". Phía Anh hy vọng sẽ sử dụng các cuộc đàm phán chỉ như là một phương tiện gây áp lực đối với Hitler và vì thế họ kéo dài đàm phán và không muốn đi đến một thỏa thuận đầy đủ.. Trong khi đó, Ngoại trưởng Anh Halifax lại có một thái độ thận trọng hơn. Ông cho rằng: "Không nên đẩy người Nga ra xa mà nên giữ người Nga dưới ảnh hưởng của chúng ta".
Những động thái trên đây không qua được những con mắt dò xét của Đức. Đại sứ Herbert von Dirksen của Đức ở Anh báo cáo về Berlin rằng các giới chính quyền Anh nhìn sự đàm phán quân sự với Liên Xô bằng con mắt hoài nghi:
"Điều này thấy rõ qua thành phần của Phái bộ Quân sự Anh. Đô đốc Drax nằm trong danh sách về hưu và chưa từng ở trong Bộ Tham mưu Hải quân. Thiếu tướng Lục quân là một sĩ quan thuần túy về kế hoạch tác chiến. Đại tướng không quân là một phi công và huấn luyện viên xuất sắc, nhưng không phải là nhà chiến lược. Điều này dường như chỉ ra rằng nhiệm vụ của Phái bộ Quân sự Anh là nhằm đánh giá năng lực tác chiến của quân lực Liên Xô hơn là để ký kết hiệp ước về quân sự..."
Ngày 12 tháng 8, cuộc họp đầu tiên của ba bên, Trưởng Đoàn Đại biểu Liên Xô đề nghị làm rõ các quyền hạn của mỗi đoàn. Ông đã trình bày giấy ủy nhiệm của Đoàn Đại biểu Liên Xô, trong đó nói rằng phái đoàn được uỷ quyền "... thương lượng với người Anh và người Pháp về lĩnh vực quân sự và ký một công ước hợp tác về các vấn đề quốc phòng và quân sự giữa nước Anh, Pháp và Liên Xô chống lại sự xâm lược ở châu Âu..." Người đứng đầu các Đoàn Đại biểu Pháp, Tướng Doumence trình bày thư ủy nhiệm của mình. Trong thư, nói rõ đoàn của ông được phép "thương lượng với Tổng chỉ huy các lực lượng vũ trang Liên Xô về tất cả các vấn đề liên quan đến các lĩnh vực hợp tác giữa các lực lượng vũ trang của cả hai nước." Điều ủy nhiệm này tuy ít hơn những người đồng cấp của Liên Xô, nhưng nói chung Doumence đã có đủ quyền hạn để tham gia vào các cuộc đàm phán quan trọng với phía Liên Xô. Người Pháp hy vọng sớm có đạt được một thỏa thuận, song họ đều hoàn toàn phụ thuộc vào Anh. Sau đó, đến lượt đoàn Anh trình bày ủy nhiệm thư thì mới té ra rằng người đứng đầu Đoàn Đại biểu Anh, Đô đốc Drax, nói chung không có thẩm quyền được thừa uỷ bằng văn bản. Trong một cố gắng để thoát ra khỏi tình huống khó xử, Đô đốc Drax đã nói rằng nếu cuộc họp đã được chuyển tới London, ông sẽ có tất cả những quyền hạn cần thiết. Trong những tiếng cười chung của cả hội nghị, Đoàn Đại biểu Liên Xô đã trả lời rằng: "Mang giấy ủy nhiệm từ London tới Moskva là dễ dàng hơn là tất cả chúng ta cùng đi đến London như một công ty lớn"...."
Rốt cuộc, viên đô đốc hứa sẽ có sự ủy nhiệm từ chính phủ của họ bằng văn bản, nhưng ông ta chỉ có thể nhận được vào ngày 21 tháng 8. Mặc dù Đô đốc Drax thiếu quyền hạn được ủy nhiệm nhưng Đoàn Đại biểu Liên Xô nói rằng không thành vấn đề đối với việc tiếp tục cuộc họp. Trong các ngày 13, 14, 15, 16 và 17 tháng 8, bảy phiên họp đã được tổ chức. Tại đó, các bên đã trao đổi thông điệp về lực lượng vũ trang của họ và các kế hoạch của mình trong trường hợp xảy ra cuộc xâm lược của Hitler. Thay mặt cho Anh có Đô đốc Drax, Thống chế không quân Bernett và Tướng Heywood, thay mặt cho Pháp có các Tướng Doumence, Valen và Trung tá Hải quân Viyom, thay mặt cho Liên Xô có Tổng Tham mưu trưởng B. M. Shaposhnikov, Tư lệnh Không quân L. D. Lokhovitionov và Bộ trưởng Dân ủy Hải quân, Đô đốc N. G. Kuznetsov.
Đoàn Anh tỏ vẻ lạnh nhạt với việc đàm phán quân sự. Họ cho rằng không nên bàn đến những vấn đề quân sự trong khi chưa chắc Liên Xô có phải là nước đồng minh của Anh hay không. Phía Liên Xô thì ngược lại, họ muốn biết phương Tây sẽ tham gia như thế nào về quân sự trước khi bàn đến chính trị, như Molotov phát biểu:
Điểm quan trọng là xem mỗi bên đóng góp được bao nhiêu sư đoàn cho sự nghiệp chung và các sư đoàn này sẽ đóng ở đâu.
Trong khi Liên Xô đề nghị một hiệp định quân sự quy định chi tiết "phương pháp, hình thức và tầm mức" mà ba nước sẽ hỗ trợ quân sự lẫn nhau thì Anh và Pháp không đánh giá cao tiềm năng quân sự của Liên Xô. Bộ Tổng Tham mưu của Anh, cũng giống như của Đức sau này, đánh giá quá thấp sức mạnh của Hồng quân, có lẽ do các báo cáo từ tùy viên quân sự của họ, một phần dựa trên cuộc thanh trừng của các sĩ quan cấp cao. Vì thế Anh – Pháp đề nghị chỉ ký các hiệp định về quân sự sau khi đã ký hiệp định chính trị. Nhưng Liên Xô cương quyết là phải tiến hành các hiệp định chính trị và quân sự trong một gói. Sau những trao đổi bất đồng qua lại giữa hai bên, đến ngày 23 tháng 8, chủ yếu do áp lực của Pháp, Chính phủ Anh đành phải đồng ý đàm phán về một hiệp ước quân sự.
Nắm được các thông tin này, Stalin nhận thấy các cuộc đàm phán có thể bị phá hỏng vì mục đích chính của Anh và Pháp chỉ là thăm dò tiềm năng quốc phòng và các cơ sở quân sự của Liên Xô. Chứng cứ được dựa trên các văn bản viết tay của cá nhân Nguyên soái Voroshilov ngày 7 tháng 8, có đoạn như sau:
"6. Nếu Pháp và Anh vẫn tích cực tham gia vào các cuộc đàm phán thì các cuộc đàm phán phải đi vào thảo luận về các vấn đề chính sách cụ thể, chủ yếu cho các đơn vị của quân đội chúng tôi được phép đi qua các hành lang Vilensky và Galicia, cũng như đi qua Romania."
"7. Nếu họ cho rằng các đơn vị quân đội của chúng ta đi qua lãnh thổ của Ba Lan và Romania là một ngoại lệ thì không thể không có những thỏa thuận về điều kiện. Bởi vì nếu không có các đơn vị quân đội Liên Xô tại các vùng lãnh thổ cần bảo vệ, chống xâm lược dưới tất cả các hình thức của nó là chắc chắn thất bại. Mà chúng ta thì lại không biết rằng họ có thể thực sự tham gia vào các chiến dịch đó không, do đó, cũng chắc chắn đến sự thất bại."
"8. Về yêu cầu của các phái đoàn Anh và Pháp đến tham quan các nhà máy quốc phòng, các cơ quan, đơn vị quân đội và học viện quân đội thì cần phải nói với họ nói rằng: sau khi thăm viếng các phi công Liên Xô của phi công Charles Lindbergh trong năm 1938, Chính phủ Liên Xô đã cấm các cuộc tham quan của người nước ngoài đối với các tổ hợp công nghiệp quốc phòng và các đơn vị quân đội, ngoại trừ các đồng minh thực sự của chúng ta."
Theo tác giả của các đoạn văn trên, tất cả các chương trình nghị sự không nhằm mục đích thúc đẩy sự thành công của cuộc đàm phán, thậm chí còn không phải là những mục tiêu mà họ đặt trọng tâm. Và làm như thế sẽ phá vỡ đàm phán. Trách nhiệm về thất bại trong đàm phán thuộc về các đoàn đại biểu của các chính phủ phương Tây. Bằng chứng thực tế về nhận định này là ngày 11 tháng 8, tức là trước khi bắt đầu các cuộc đàm phán, Bộ Chính trị Liên Xô đã quyết định "tham gia vào một cuộc thảo luận chính thức về vấn đề quan hệ với Đức".
Qua hệ thống tình báo của mình, người Đức biết được diễn biến chậm chạp của cuộc đàm phán ở Moskva và họ lập tức có phản ứng. Ngày 8 tháng 8 năm 1939, đại diện ngoại giao của Liên Xô tại Đức Astakhov đã gửi điện cho Molotov có đoạn như sau:
"Theo tôi biết thì người Đức đang quan tâm đến vấn đề này như một sự tất yếu. Những thông tin mà họ chuyển cho tôi cho thấy đã có thể đánh giá rằng, họ không chống đối hay muốn kiểm tra chúng ta về những vấn đề này. Theo ý hiểu của tôi thì họ sẵn sàng tham gia thương lượng với chúng ta trong đàm phán với rất nhiều thỏa thuận; xem xét tất cả các vấn đề về lãnh thổ và các vấn đề chính trị có thể phát sinh giữa chúng ta và họ. Trong bối cảnh này, có cụm từ mà không phải tranh cãi là "từ Biển Đen đến vùng Baltic" có thể được hiểu như là một mong muốn đồng ý trên tất cả các vấn đề liên quan đến người dân ở các nước trong khu vực này. Người Đức sẵn sàng bày tỏ cho chúng ta thấy rằng họ sẵn sàng tuyên bố không quan tâm (ít nhất là về chính trị) đế số phận của vùng Baltic (ngoại trừ Litva), Bessarabia, lãnh thổ cũ của Đế quốc Nga tại Ba Lan (đã được sửa đổi theo quyền lợi của Đức), và từ bỏ những tham vọng của mình đối với Ukraina. Và họ cũng sẽ sẵn sàng xác nhận sự không quan tâm của chúng ta đối với số phận của Danzig, và lãnh thổ cũ của Đức tại Ba Lan (có thể mở rộng đường biên giới đến sông Warta, hoặc ngay cả sông Vistula), và cuối cùng là Galicia. Các thảo luận của cơ quan đại diện của Đức cho thấy rõ ràng là họ hiểu được sự không nhất trí giữa Anh – Pháp – Liên Xô trong các vấn đề quân sự – chính trị."
Ngày 11 tháng 8 năm 1939, Astakhov nhận được một bức điện trả lời của Molotov, trong đó có đoạn:
"Danh sách các đối tượng nêu trong thư ngày 8 tháng 8, chúng tôi đang xem xét. Hãy thảo luận về họ về một số nhu cầu đào tạo và tiến hành giai đoạn chuyển tiếp các hợp đồng thương mại – tín dụng cho các vấn đề khác. Moskva hoan nghênh các cuộc đàm phán về những vấn đề này. Molotov."
Theo các nhà nghiên cứu khác, các văn bản trên không có căn cứ để giải thích như vậy. Theo họ thì Voroshilov bị đặt trước một số câu hỏi cụ thể mà họ không thể cung cấp câu trả lời rõ ràng cho Anh và Pháp, vì họ bị cấm tiết lộ thông tin về bí mật quân sự để bảo đảm chắc chắn rằng không có một thông tin nào cùng với sự thỏa thuận ràng buộc chính trị có thể được chuyển đến Berlin. Liên Xô cũng đã có kế hoạch triển khai các đơn vị, theo đó họ phải động viên tới 136 sư đoàn, nhưng các đại diện của Anh và Pháp đã từ chối cung cấp binh lực cho kế hoạch đó. Phía Liên Xô cần một câu trả lời rõ ràng cho câu hỏi rằng, trong vòng một ngày, Hồng quân có thể được phép đi qua Ba Lan, Vinius và hành lang Galicia không? Nếu không, phía Liên Xô không thể ngăn chặn được một cuộc xâm lược có thể có của Đức.. Đây là một "điểm chết" mà tại đó cuộc đàm phán đã không thể vượt qua được. Ba Lan từ chối việc cho Hồng quân đi qua lãnh thổ của mình, bất chấp áp lực từ Pháp.. Sử dụng một câu cách ngôn, Đại sứ Ba Lan tại Pháp, ông Beck cho biết: "Với người Đức, chúng tôi có nguy cơ mất đi sự tự do của mình, và với người Nga, chúng tôi có nguy cơ mất đi linh hồn của mình"..
Trong các ngày 17 và 20 tháng 8, người đứng đầu phái đoàn quân sự Pháp, Tướng Doumence báo cáo từ Moskva về Paris:
"Không còn nghi ngờ gì nữa, Liên Xô mong muốn kết thúc đàm phán bằng một hiệp ước quân sự nhưng khó có thể đạt được như họ mong muốn. Do đó, chúng tôi chuyển nội dung hiệp ước thành một biên bản ghi nhớ các kết quả đàm phán mà không có giá trị cụ thể. Sự thất bại của các cuộc đàm phán là không thể tránh khỏi nếu Ba Lan không chịu thay đổi lập trường."
Nhà báo Mỹ William Shirer nói:
"Mặc dù những tài liệu được phổ biến rộng rãi vào thời gian đó không chỉ ở Moskva mà còn ở cả phương Tây rằng Anh và Pháp đã không làm gì để thuyết phục Ba Lan đồng ý cho quân đội Xô Viết đi qua lãnh thổ của mình nhằm bảo vệ họ chống lại quân Đức. Những bài báo xuất bản gần đây cho thấy sự việc không hẳn là như vậy. Trong trường hợp đó, Anh và Pháp đã không thể đi trên một đoạn đường xa hơn để đến với họ. Từ các tài liệu này, có thể thấy rõ ràng rằng Ba Lan đã có sự dại dột không thể tưởng tượng được về chính trị.".
Đồng thời với các cuộc đàm phán Moskva, chính phủ Anh đã dẫn cuộc đàm phán tại Luân Đôn với các đại diện của Đức đi đến một thỏa thuận trong đó có thể nhận thấy những lợi ích đặc biệt của Đức ở Đông và Đông Nam châu Âu. Ngoài ra, Anh cũng sẵn sàng cho phép Đức sử dụng "các thuộc địa tại khu vực châu Phi". Các cuộc đàm phán đã kết thúc trong sự thất bại vì trên thực tế Đức đã từ chối nhìn nhận các đề nghị của Anh do sự đối lập đã khá sâu sắc..Trong tuyên bố chính thức của mình, Chính phủ Liên Xô cho rằng không thể tin tưởng vào đối tác của họ tại các cuộc đàm phán và Moskva đã đồng ý xem xét đề xuất của Đức cho việc ký kết các Hiệp ước không xâm lược giữa Đức Quốc xã và Liên Xô.

## Tình hình chính trị ở Đông Âu
Chính phủ của các nước Đông Âu láng giềng với Liên Xô cũng có sự mất lòng tin sâu sắc. Tháng 3 năm 1939, sau khi Đức đánh úp Klaipeda của Litva, Liên Xô đã cố gắng đặt quan hệ ngoại giao với Latvia và Estonia, nhưng họ đã gặp phải sự lạnh nhạt. Cũng trong tháng 3, mặc dù tình hình quan hệ giữa Đức và Ba Lan đã trở nên rất căng thẳng nhưng Bộ Ngoại giao Ba Lan vẫn nói rằng Ba Lan không muốn bị ràng buộc bởi bất kỳ một thỏa thuận nào với Liên Xô.
Chính sách của Ba Lan trước chiến tranh được nhà báo kiêm sử gia người Mỹ William Shirer mô tả là tương đương với sự tự sát. Shirer giải thích rằng từ năm 1934, Ba Lan đã chấp nhận làm người đại diện một cách nhất quán cho Đức về các vấn đề bồi thường chiến phí theo Hiệp ước Versailles. Cùng thời gian đó, giữa Ba Lan và Đức có một tranh chấp lãnh thổ nhỏ về Hành lang Danzig đã phân chia lãnh thổ của nước Đức thành hai phần. Quan hệ giữa Ba Lan và Nga đã đóng băng kể từ Chiến tranh Nga Xô viết – Ba Lan từ năm 1919 đến năm 1921. Trong đó Ba Lan đã dịch chuyển biên giới phía đông của đường Curzon và kết quả là có khoảng 6 triệu người thuộc các dân tộc Belarusia và Ukraina đã phải sống trên lãnh thổ Ba Lan. Sau cái chết của Jozef Pilsudski, chính sách của Ba Lan đã được các nhà lãnh đạo kế tục ông và từng tham gia chiến tranh Nga Xô viết – Ba Lan như Beck và Edward Rydz – Smigly tiếp tục lập trường đối đầu với Liên Xô. Như vậy, theo Shirer, Ba Lan đã có một đường biên giới "không thể chấp nhận" đối với cả Đức và Liên Xô, trong khi họ không đủ mạnh để có thể "tranh chấp với hai người láng giềng" cùng một lúc..
Theo nhà sử học Estonia, Tiến sĩ Magnus Ilmyarv, các quốc gia vùng Baltic không tin Liên Xô vì lý do có tính chất lịch sử và vì chế độ chính trị khác nhau. Đầu mùa hè năm 1939, khi giữa Liên Xô, Anh và Pháp có các cuộc đàm phán thì họ lo sợ rằng sẽ bị sáp nhập vào Liên Xô. Trước Chiến tranh Nga Xô viết – Ba Lan, Hồng quân Bolshevik đã từng thành lập chính quyền Xô viết ở đó và họ có thể trở lại. Ngoài ra, sau kinh nghiệm của Hiệp ước Munich, các nước vùng Baltic cũng không tin rằng Anh và Pháp có thể thực hiện nghĩa vụ của mình một cách hiệu lực thực sự để bảo vệ họ trong trường hợp họ bị người Đức xâm lược..
Kết quả là ngày 7 tháng 6, các chính phủ của Estonia, Latvia và Phần Lan nói rằng họ bảo đảm không có bất kỳ một yêu sách nào sẽ được xem như là một hành động gây hấn. Và sau đó, họ vội vàng ký kết một hiệp ước không xâm lược với Đức. Cùng lúc đó, Đức đã không chỉ hứa sẽ không tấn công các nước vùng Baltic, mà còn đảm bảo sự hỗ trợ trong trường hợp sự xâm lược của Liên Xô. Điều này đã tạo cho các chính phủ Baltic một cảm giác an toàn. Các quan chức cao cấp quân đội của Đức (Franz Halder và Wilhelm Franz Canaris) đã có cuộc viếng thăm các nước vùng Baltic và có cuộc đàm phán về hợp tác quân sự. Theo Đại sứ Đức tại Tallinn, người đứng đầu quân đội Estonia, tướng Rak nói với ông ta rằng Đức và Estonia có thể giúp kiểm soát biển Baltic, bao gồm cả khai thác mỏ ở vịnh Phần Lan và chống lại tàu chiến của Liên Xô.

## Hiệp ước không xâm lược lẫn nhau giữa Đức và Liên Xô

### Ký kết hiệp ước

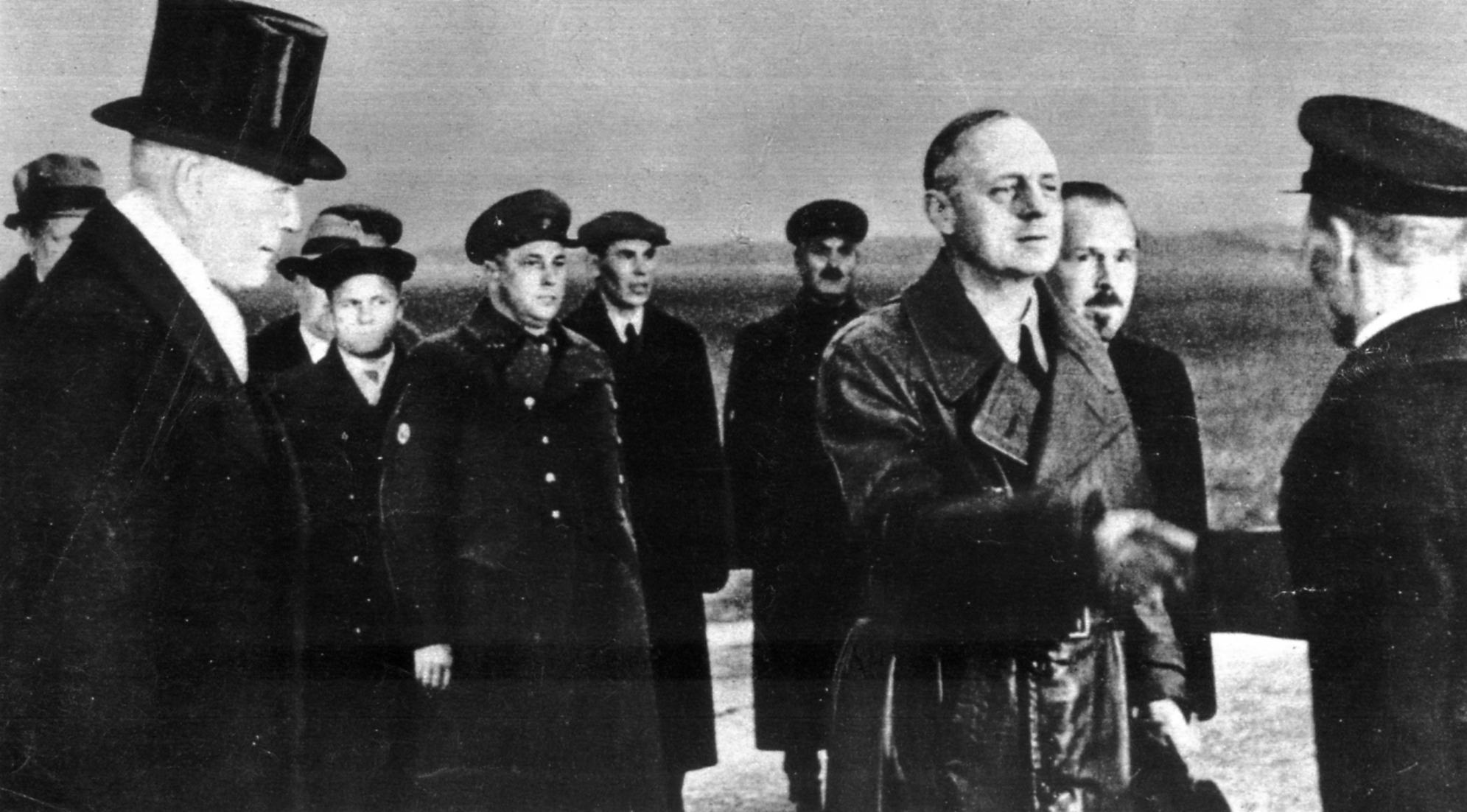
Đoàn ngoại giao Đức Quốc xã do Bộ trưởng Ribbentrop dẫn dầu đến Moskva

Ribbentrop bay tới Moskva lúc giữa trưa ngày 23 tháng 8 và ngay lập tức đã đi đến điện Kremlin. Tại đây, cuộc họp kéo dài 3 giờ đã kết thúc thuận lợi cho người Đức. Khi thảo luận về dự thảo hiệp ước, Stalin nói: "Hiệp ước này yêu cầu một thỏa thuận bổ sung, mà chúng tôi muốn làm ngay chứ không phải đi bất cứ nơi đâu." Một nghị định thư bí mật về các chi tiết của lĩnh vực được hai bên cùng quan tâm đã được dự thảo. Trong ngày, Hitler đã gửi cùng một bức điện phê chuẩn dự thảo, và Ribbentrop cũng báo cáo về tiến độ thành công của các cuộc đàm phán. Trở ngại duy nhất để ký kết các văn bản chính thức là tuyên bố của Liên Xô đối với hai cửa ngõ Latvia – Liepaya và Ventspils phải được thu hút vào vùng ảnh hưởng của Liên Xô. Hitler đã nhượng bộ điều này.
Phía Liên Xô cũng đòi Đức công nhận các cảng nhỏ Libau và Windau ở Latvia nằm trong khu vực ảnh hưởng của Liên Xô. Vì lẽ cả Latvia nằm bên phía Liên Xô của đường phân chia ranh giới quyền lợi Liên Xô – Đức, Hitler nhanh chóng chấp nhận. Sau này, khi nhớ lại sự kiện trên tại Tòa án Nürnberg năm 1946, Ribbentrop nói: "Khi tôi đến Moskva năm 1939 để gặp Nguyên soái Stalin, ông đã thảo luận với tôi về khả năng giải quyết hòa bình cuộc xung đột của Đức và Ba Lan theo hiệp ước Kellogg – Briand, đồng thời ám chỉ rằng nếu ông không nhận được một nửa của Ba Lan và các nước vùng Baltic cùng với Litva chứ không không phải chỉ là một cảng Libau thì tôi có thể bay trở lại ngay lập tức."
Hai văn bản quan trọng nhất là Hiệp ước không xâm lược và Nghị định thư bí mật được ký kết trong phiên họp thứ hai tại điện Kremlin vào buổi tối. Hai bên đạt thỏa thuận một cách dễ dàng đến nỗi buổi họp kéo dài quá nửa đêm không phải để thương lượng căng thẳng, mà để thảo luận một cách thân mật tình hình thế giới, tình hình từng quốc gia, và với những lần nâng cốc theo thông lệ. Hội nghị đã lên đến đỉnh điểm trong một bữa tiệc, Stalin nâng cốc chúc mừng: "Tôi biết là dân tộc Đức yêu mến vị Quốc trưởng của mình như thế nào; và tôi muốn được nâng cốc chúc mừng sức khỏe của ông ta".
Đáp lại câu hỏi của Stalin về tham vọng của bạn bè của Đức – Ý và Nhật – Ribbentrop trả lời một cách thông suốt và tạo sự an tâm. Đối với nước Anh, hai bên có những nhận định giống nhau. Stalin thổ lộ với đoàn khách rằng phái bộ quân sự Anh "chưa bao giờ nói cho chính phủ Liên Xô biết họ muốn gì." Ribbentrop đáp lại bằng cách nhấn mạnh rằng nước Anh luôn nỗ lực gây rối cho mối quan hệ Liên Xô – Đức. Ông khoác lác rằng "Anh là nước yếu đuối, và muốn để mặc cho các nước khác đánh nhau để họ thống trị thế giới." Bản ghi nhớ của Đức ghi "Stalin đồng ý một cách hăm hở," và ông nhận xét: "Nếu Anh thống trị thế giới, thì đấy là do những nước khác đã ngu xuẩn để cho bị lừa bịp."
Sau những lần chạm cốc và chúc tụng lẫn nhau giữa hai bên cho đến gần đây còn là hai kẻ thù không đội trời chung, dường như Stalin có vài lo nghĩ về việc liệu Đức Quốc xã có tôn trọng hiệp ước hay không. Khi Ribbentrop chuẩn bị ra về, Stalin nói riêng với ông ta:
Chính phủ Liên Xô có ý định rất nghiêm túc đối với hiệp ước mới. Ông có thể đảm bảo bằng lời nói danh dự của mình rằng Liên Xô sẽ không phản bội bên liên minh với mình.

### Nội dung Hiệp ước

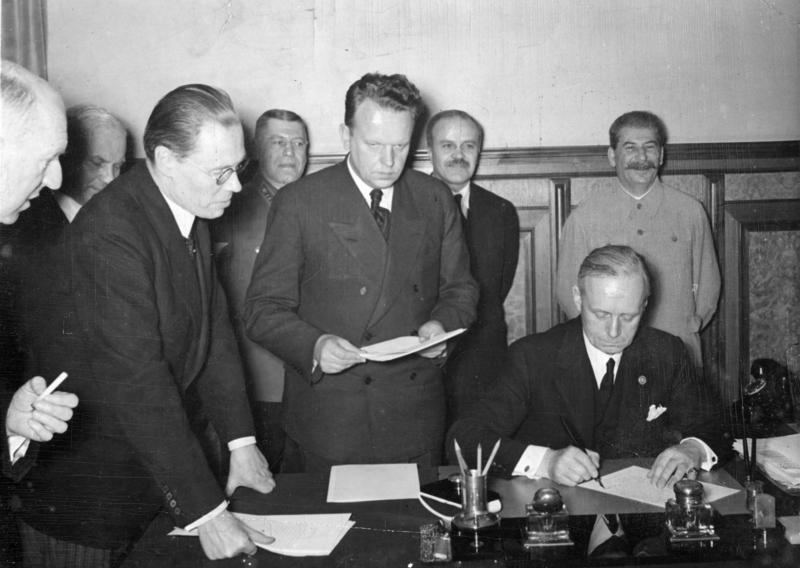
Bộ trưởng Ngoại giao Đức Quốc xã Ribbentrop ký hiệp ước

Hiệp ước như được phổ biến quy định rằng bên này sẽ không tấn công bên kia. Nếu một bên trở thành "đối tượng của hành động thù địch" do bên thứ ba gây ra, bên kia sẽ "không hỗ trợ cho bên thứ ba bằng bất cứ cách nào." Cả Đức và Liên Xô sẽ không "gia nhập bất kỳ phe nhóm nào trực tiếp hoặc gián tiếp nhắm đến bên kia".
Ngôn từ của những điều khoản chủ chốt hầu như giống y bản thảo của Liên Xô mà Molotov đã trao cho Schulenburg ngày 19 tháng 8 và Hitler điện cho Stalin biết phía Đức chấp thuận. Bản thảo của Liên Xô quy định rằng hiệp ước không xâm lược chỉ có hiệu lực nếu một "nghị định thư đặc biệt" được ký kết cùng lúc và là một phần không thể thiếu của hiệp ước.
Ribbentrop muốn đưa vào phần mở đầu nhấn mạnh sự thành lập quan hệ hữu nghị Liên Xô – Đức, nhưng Stalin nhất quyết loại bỏ. Nhà độc tài Liên Xô phàn nàn rằng: "Chính phủ Xô viết không thể bất thình lình đưa ra cho công chúng sự cam kết về tình hữu nghị sau khi đã bị Quốc xã bôi tro giát trấu trong sáu năm."
Thế là, cuối cùng Hitler đã đạt đến điều ông mong muốn: Liên Xô đồng ý không tham gia với Anh và Pháp nếu hai nước này hỗ trợ Ba Lan.

#### Nghị định thư Phụ lục Bí mật
"Nghị định thư Phụ lục Bí mật" cho hiệp ước, mà chỉ được biết đến sau khi Đệ nhị thế chiến kết thúc vào lúc các tài liệu mật của Đức bị tịch thu.
Trong Phụ lục bí mật này 2 nước đồng ý chia Ba Lan, các nước Baltic và Bessarabia, gồm có 4 điểm sau:
1. Trong trường hợp có sự chuyển biến về lãnh thổ và chính trị ở những quốc gia vùng Baltic (Phần Lan (trước đó cũng được xem là thuộc những nước này ), Estonia, Latvia, Litva), biên giới phía Bắc của Litva  sẽ thể hiện biên giới giữa các vùng ảnh hưởng của Đức (Litva) và Liên bang Xô viết (Estonia, Latvia, Phần Lan).
2. Trong trường hợp có sự chuyển biến về lãnh thổ và chính trị ở những lãnh thổ thuộc Ba Lan, các vùng ảnh hưởng của Đức và Liên bang Xô viết sẽ được phân định ranh giới phỏng chừng bằng các con sông Narew, Wisla và San.
3. Ở đông – nam châu Âu, Bessarabia sẽ thuộc vùng ảnh hưởng của Liên Xô.
4. "Nghị định thư này sẽ được hai bên xem là tối mật."
Đức và Liên Xô đã đồng ý phân chia ranh giới tại Ba Lan, theo đó vùng phía Tây là toàn quyền của Đức, còn vùng phía Đông (những lãnh thổ mà Ba Lan đã chiếm của Nga Xô viết năm 1921) sẽ được hoàn trả cho Liên Xô. Và Hitler đã cho Liên Xô được toàn quyền hành động ở vùng Đông Baltic.
Cuối cùng, ở đông – nam châu Âu, phía Liên Xô nhấn mạnh họ quan tâm đến Bessarabia, lãnh thổ mà Liên Xô mất về tay Rumani năm 1919, và Đức tuyên bố họ không quan tâm đến lãnh thổ này. Đây là nhượng bộ mà sau này Đức sẽ lấy làm hối tiếc: họ mất nguồn dầu hỏa quan trọng.

### Đánh giá tính pháp lý của hiệp ước

Sự phân chia ảnh hưởng của Đức và Liên Xô theo Nghị định thư bí mật (trái) và trên thực tế (phải)

Có nhiều ý kiến trái ngược trong việc đánh giá các khía cạnh pháp lý của hiệp ước. Theo một số ý kiến, bản thân Hiệp ước không xâm lược lẫn nhau (không kèm theo Nghị định thư) không hàm chứa bất cứ điều gì không bình thường và hoàn toàn giống như bất kỳ một hiệp ước không xâm lược khác đã được ký kết trong lịch sử châu Âu đương đại (ý nói đến một hiệp ước tương tự giữa Đức và Ba Lan)..
A. A. Pronin có một ý kiến khác. Ông đã chỉ ra rằng Hiệp ước đã không có một điều khoản quan trọng được ghi nhận, đó là sự huỷ bỏ hiệu lực của nó nếu một bên ký kết nhưng không giữ cam kết mà lại tiến hành chiến tranh xâm lược bên kia. Đây là một nhược điểm lớn của phía Liên Xô khi soạn thảo Hiệp ước. Trong bản dự thảo hiệp ước của Liên Xô thì tính trung lập là một điều kiện tiên quyết cho việc tuân thủ một tình huống mà trong đó một trong hai bên "phải chịu một hành động bạo lực hay một cuộc tấn công bởi một thế lực thứ ba". Nhưng những từ ngữ cuối cùng của Điều II của Hiệp ước lại giả định rằng "sự trung lập sẽ được thực hiện trong trường hợp một trong hai bên không có đối tượng tấn công hay đối tượng của hành động quân sự của một thế lực thứ ba". Phát biểu như vậy là điển hình của nền ngoại giao Đế chế thứ ba. Ví dụ như Hiệp ước không xâm lược giữa Đức và Latvia và Hiệp ước không xâm lược giữa Đức và Estonia cũng tuyên bố trung lập "trong mọi hoàn cảnh". Nhưng Liên Xô vẫn không tu sửa các cụm từ này. Và kết quả là "hiệp ước này đã mở rộng cửa cho bất kỳ cuộc tấn công nào của Đức, khi một trong hai bên cáo buộc các hành động khiêu khích hoặc bạo lực của một thế lực thứ ba"..
A.A. Pronin cũng chỉ ra rằng hiệp ước có liên quan chặt chẽ với nghị định thư bí mật và không thể đánh giá nó theo ý kiến riêng về hình thức cụ thể bên ngoài mà không xét đến tình hình chiến tranh trong thời điểm đó. Nghị định thư bí mật của hiệp ước nằm trong mục tiêu lợi ích của Liên Xô đối với vùng Baltic: Latvia, Estonia và Phần Lan, và của Đức đối với Litva và Ba Lan trên các tuyến sông Narew, Wisla, sông San đến Vilnius, nghĩa là từ Ba Lan đến Litva. Trong trường hợp này, cho dù đó là sự mong muốn xuất phát từ quan điểm lợi ích của các bên tham gia ký kết hiệp ước muốn bảo vệ nhà nước Ba Lan thì vấn đề này dứt khoát phải "đi xa hơn sự phát triển chính trị như trong bất kỳ trường hợp nào cần phải được giải quyết" "bằng một hiệp ước thân thiện". Ngoài ra, Liên Xô nhấn mạnh sự quan tâm của họ đối với vùng Bessarabia, và Đức cũng đã không phản đối lợi ích của Liên Xô tại khu vực này của Rumani. Nghị định thư bổ sung được A. A. Pronin đánh giá là không thể biện minh về tính hợp pháp vì nó liên quan đến các nước thứ ba..

## Phản ứng của Nhật Bản đối với hiệp ước
Vào ngày ký Hiệp ước, quân đội Liên Xô đã hoàn thành việc bao vây các cụm quân chủ lực của quân đội Nhật Bản trong chiến dịch Khalkhyn Gol. Những nỗ lực của Nhật Bản để giải vây cho các cụm quân này vào các ngày 24 và 25 tháng 8 đều thất bại. Ngày 24 tháng 8, các đơn vị của Lữ đoàn Bộ binh 14 thuộc đạo quân quân Quan Đông phản kích từ Khailary đến biên giới Mông Cổ để phối hợp với Trung đoàn 80 giải toả vòng vây, nhưng đã thất bại vì không phá vỡ được vòng vây và phải rút quân về lãnh thổ Mãn Châu.
Ngày 25 tháng 8 năm 1939, Đại sứ của Đức tại Tokyo Otto đã bị triệu đến gặp Bộ trưởng Bộ Ngoại giao Nhật Bản Hachirō Arita để nhận bản kháng nghị phản đối việc ký kết Hiệp ước không xâm lược giữa Liên Xô và Đức. Kháng nghị nói rằng tinh thần hiệp ước này là trái với Hiệp ước chống Quốc tế Cộng sản. Ngày 28 tháng 8 năm 1939, Chính phủ Nhật Bản, đứng đầu là Hiranuma Kiichirō, một người ủng hộ chiến tranh của Nhật chống lại Liên bang Xô viết đã từ chức.

## Bình luận về những nguyên nhân dẫn đến việc ký kết Hiệp ước

### Những ý kiến về nỗ lực của Liên Xô để tránh chiến tranh với Đức
Các thỏa thuận đã được ký kết sau khi các cuộc đàm phán Moskva, được tổ chức vào mùa xuân và mùa hè năm 1939 giữa Liên Xô, Anh và Pháp để đi đến một thỏa thuận ba bên về tương trợ lẫn nhau và quy ước cụ thể về việc sử dụng quân đội cho các biện pháp đảm bảo an ninh tập thể ở châu Âu đã thất bại (dự thảo hiệp ước đã được trình lên Chính phủ Liên Xô vào ngày 2 tháng 6). Tiến trình cuộc đàm phán đã bộc lộ thái độ thiếu thiện chí của Anh và Pháp trong việc đưa ra một cam kết quân sự cụ thể và xây dựng kế hoạch thực tế nhằm chống lại một cuộc xâm lược của Đức có thể xảy ra. Hơn nữa, song song với các cuộc đàm phán Moskva, chính phủ Anh vẫn theo đuổi cuộc đàm phán tại London với các đại diện của Đức về phân định khu vực ảnh hưởng. Và nó làm tăng thêm nỗi lo ngại của chính quyền Xô viết đối với các đối tác phương Tây về xu hướng đẩy cuộc xâm lược của Hitler sang phía đông. Điều này đã xảy ra với Tiệp Khắc sau khi Anh và Pháp ký với Đức Hiệp định Munich năm 1938. Với kết quả thất bại của cuộc đàm phán Moskva, Liên Xô đã mất hy vọng cho một liên minh quân sự với các cường quốc phương Tây khi họ vẫn mang tư tưởng thù địch. Trong khi đó thì đối thủ tiềm năng đe dọa đường biên giới của họ ở phương Tây là Đức đang được nuôi dưỡng; và ở phía Đông, họ lại đang có một cuộc chiến đấu để chống lại các hành động xâm lược của Nhật Bản. Trong các trường hợp đó, Liên Xô đã buộc phải chấp nhận đề nghị của Đức để bắt đầu đàm phán về một hiệp ước không xâm lược lẫn nhau.
Lập trường của các cường quốc phương Tây là nguyên nhân sự thất bại của cuộc đàm phán Moskva và đưa Liên bang Xô viết đứng trước sự lựa chọn: hoặc sẽ bị cô lập trước khi mối đe dọa sắp xảy ra với các cuộc tấn công của phát xít Đức; hoặc khi đã không còn khả năng thiết lập một liên minh với Anh và Pháp thì phải đàm phán với Đức để ký một hiệp ước không xâm lược. Và do đó loại bỏ các mối đe dọa chiến tranh. Tình hình cho thấy sự lựa chọn thứ hai là không thể tránh khỏi. Ngày 23 tháng 8 năm 1939, Hiệp ước Xô – Đức đã được ký kết. Trái với sự mong đợi của các chính trị gia phương Tây, chiến tranh thế giới đã bắt đầu với cuộc xung đột trong thế giới tư bản. Như vậy, xét về lịch sử, quyết định của Liên Xô ký kết hiệp ước không xâm lược lẫn nhau với Đức vào năm 1939 là cách duy nhất để tránh chiến tranh với Đức và với các nước tham gia Hiệp ước chống Quốc tế Cộng sản khác. Khi đó Liên Xô xét thấy mình đang ở trong tình trạng cô lập, không có đồng minh.

### Những giả thiết về mục đích bành trướng của Stalin
Theo ý kiến của một số nhà nghiên cứu, Hiệp ước Xô – Đức là một biểu hiện tham vọng bành trướng của Stalin. Những người tìm cách đẩy Đức sang phía "dân chủ phương Tây" có cớ để vui mừng vì họ có thể được chứng kiến sự Xô viết hoá Tây Âu. S. Z. Slutch cho rằng Stalin đã nhận thấy Đức là một "đồng minh tự nhiên" đặc biệt trong cuộc đấu tranh chống lại thế giới tư bản. Vì vậy, ông ta mô tả hiệp ước:"Trong thực tế, lục địa châu Âu trước chiến tranh thế giới thứ hai đã được phân chia giữa hai kẻ độc tài đại diện cho trật tự quốc tế với nhiều khía cạnh tương tự như hành vi của chủ nghĩa gangster chính trị, ngoại trừ những khác biệt về quy mô và mức độ đạo đức giả."

### Những giả thiết về động cơ vì lợi ích dân tộc của Stalin
Cách giải thích này xem những hành động của Stalin chỉ có tính thực dụng đối với triều đình của mình. Theo đó, Stalin đã có một thời gian để lựa chọn giữa một mặt là Đức và mặt khác là Anh, Pháp. Nhưng sau này, khi phải đối diện với hệ tư tưởng không phù hợp, ông muốn giữ khoảng cách với chiến tranh bằng những lợi ích có tính "bạn bè" với Đức, đặc biệt là việc tranh thủ các lợi ích chính trị Liên Xô tại Đông Âu. Ý kiến này đã được Winston Churchill nêu ra ngay sau khi ký kết hiệp ước.
Theo ý kiến của Giáo sư sử học Jeffrey Roberts thuộc Đại học Ailen, chính sách thỏa hiệp của Liên Xô dựa trên cơ sở tính thực tế mong muốn hạn chế khu vực ảnh hưởng của Đức. Trong đó sẽ ưu tiên đảm bảo nhu cầu về an ninh của quốc gia, chủ yếu là để giữ cho đất nước không bị hút vào cuộc chiến và để hạn chế sự mở rộng của Đức về phía đông. Cũng cần lưu ý là nhiều nhà sử học cho rằng nước Anh, Pháp, do có quan điểm riêng về lịch sử đối lập với Liên Xô, nên đã tập trung hướng các nỗ lực xâm lược của Đức về phía đông của châu Âu. Nói chung, mỗi tác giả đều theo cách riêng của mình giải quyết các câu hỏi về mối quan hệ giữa các hành động của những thủ thuật của Stalin và "buộc" cho ông đã hành động theo "chủ nghĩa thực dụng" và động cơ bành trướng ý thức hệ.

### Về những lựa chọn có thể thay thế cho việc ký kết hiệp ước
Không có bất kỳ thỏa thuận với Liên Xô và không biết ý định của Stalin; Hitler có khả năng thuyết phục Ba Lan tham gia Hiệp ước chống Quốc tế Cộng sản. Trong trường hợp đó Đức sẽ cùng với Ba Lan tấn công Liên Xô. Cùng thời gian trên, Mặt trận phía Tây nước Đức có thể không bị đe dọa, do Anh và Pháp vẫn có thể đứng ngoài cuộc xung đột này. Trong trường hợp này, sự cân bằng quyền lực, đặc biệt là về không gian, sẽ không tiến triển có lợi của Liên Xô. Đức và Ba Lan sẽ có thể dùng vấn đề Litva để đẩy lùi đường biên giới Liên Xô..

### Động cơ có thể có của Stalin

#### Những tính toán để tránh sự khiêu chiến
Theo một số nhà nghiên cứu, Stalin không ảo tưởng và chưa bao giờ là người tin tưởng hoàn toàn rằng người ta có thể thực hiện chính sách an ninh tập thể với một chủ trương nghiêm túc theo tuyên bố chính thức của Litvinov. Đáng chú ý là vấn đề an ninh tập thể đã không đề cập đến trong cuốn Lược sử Đảng Cộng sản toàn Nga (b), được tái bản với một phần văn bản do Stalin biên soạn lại. Hơn nữa, trong bản được xuất bản năm 1938, còn có lập luận rằng "cuộc chiến tranh đế quốc lần thứ hai đã bắt đầu trên thực tế". Vì vậy, các sự kiện chính trị do Stalin điều hành trong tình trạng như là đã có một cuộc chiến tranh giữa các nước đế quốc. Phó Ủy viên Nhân dân phụ trách Giáo dục V. Potemkin đã định nghĩa trong Tạp chí Bolshevik "khái niệm chính thức của chiến tranh đế quốc lần thứ hai và triển vọng của nó":
"Chiến tranh đế quốc thứ hai là sự mở rộng toàn bộ các mặt trận. Nói cách khác là nó vượt ra khỏi phạm vi một vài quốc gia. Những trận đánh lớn của nhân loại sẽ bắt đầu một cuộc cách mạng trên thế giới. Kết quả, Liên bang Xô viết có trách nhiệm nặng nề, một là phát triển đầy đủ và vượt bậc, và hai là tăng cường sự bền vững của nền dân chủ cách mạng, giúp đỡ các nước bị nô dịch trong hệ thống tư bản nổi dậy."
Tại Hội nghị Đảng bộ Leningrad ngày 3 tháng 3 năm 1939; Bí thư Đảng bộ A. A. Zhdanov cũng cho rằng những dự báo trong đoạn báo cáo của Stalin "về những bài phát biểu có màu hạt dẻ" là đúng và tóm tắt tình hình như sau: Moskva coi nhiệm vụ "tiết kiệm thời gian là sức mạnh của chúng ta để chờ đến khi sự đổ vỡ xuất hiện trong liên minh Hitler và Mussolini, nhưng đồng thời và tất nhiên là với cả Chamberlain."
Từ đây, một số nhà nghiên cứu kết luận rằng Stalin coi nguyên nhân làm suy yếu hệ thống đế quốc là các cuộc chiến tranh được tiến hành theo kế hoạch nhằm mục đích chính trị của họ. Theo S. Z. Slutch, Stalin đã nhận thấy tham vọng của các nước đế quốc trong sự phát triển đối đầu trên trường quốc tế và coi đó là cơ sở thực tế để xác định lợi ích an ninh quốc gia của mình, đồng thời tìm cách làm cho thế giới tư bản phải "lùi một bước".
Năm 1935, Stalin đã viết điện khẩn gửi Kaganovich:
"Các cuộc tranh chấp ngày càng mạnh mẽ hơn giữa các thế lực tư bản độc quyền nhà nước có lợi hơn cho Liên Xô. Chúng ta có thể bán bánh mì cũng như nhiều thứ khác. Vì vậy họ có thể chiến đấu.(...) Chúng ta đang thuận lợi cho một cuộc chiến có nhiều khả năng kéo dài nhưng không thể chiến thắng một cách nhanh chóng."
Những tư duy trên vẫn được Stalin thể hiện sau Chiến tranh thế giới thứ hai khi ông trao đổi với Georgy Dimitrov:
"Chiến tranh giữa hai nhóm nước tư bản (nước tư bản giàu với nước tư bản nghèo) vì mục đích tranh giành thuộc địa, nguyên liệu thô, v.v... là để thống trị các vùng trên thế giới! Chúng ta nhớ rằng họ đã chiến đấu tốt và đã làm suy yếu lẫn nhau. Không xấu, nếu bàn tay của Đức phải rung động bởi tình hình của những nước tư bản giàu của nhất (đặc biệt là Anh). Hitler đã không hiểu và không muốn lay động, phá hoại hệ thống tư bản... Chúng ta cần phải linh hoạt, đẩy một bên chống một bên khác là cách tốt nhất... Vậy có gì là sai trái khi với thất bại của Ba Lan, chúng ta đã phát triển hệ thống xã hội chủ nghĩa trên lãnh thổ mới và dân cư mới?"
Về vấn đề này, một số nhà sử học cho rằng Stalin đã thực sự tuân theo "luật chơi" mà ông nêu trong bài phát biểu của ông khi đánh giá các quan hệ với nước Anh, Pháp:
"Thực chất, chính sách không can thiệp có thể được mô tả như sau: "Hãy để mọi quốc gia để bảo vệ bản thân chống xâm lược như họ muốn và làm thế nào để bên chúng tôi có thể kinh doanh, chúng tôi sẽ thương lượng với cả kẻ xâm lược lẫn nạn nhân của nó." Tuy nhiên, trên thực tế, đó là một chính sách buông thả cho sự xâm lược và làm cho chiến tranh bùng nổ. Và cũng do đó mà nó chuyển thành một cuộc chiến tranh thế giới. Chính sách không can thiệp đã phản bội lại ý muốn không can thiệp. Và ý muốn không can thiệp đã bị cuộc chiến tranh xâm lược làm dơ bẩn chính sách đó. Chính sách ấy đã đẩy tất cả các bên tham gia cuộc chiến sa lầy trong vùng bùn của chiến tranh rồi lặng lẽ khuyến khích, cung cấp cho họ những gì họ cần để làm suy yếu lẫn nhau. Và sau đó khi họ đã đủ yếu, người làm chủ cuộc chơi mới bước lên sân khấu với sức mạnh đổi mới, tất nhiên là để nói chuyện "vì hòa bình" và để sai khiến người tham gia chiến tranh đã suy yếu làm theo các điều khoản của chính mình. Rẻ quá và tốt đẹp quá!"

#### Cách nhìn của Stalin về "Vị thế của nhà nước Liên Xô"
Một số nhà nghiên cứu cho rằng Stalin, khi đưa ra đề nghị về một cuộc đấu tranh chung chống Hitler không hẳn xuất phát từ sự vô tư vì đề nghị đó thể hiện quyền lợi của Moskva. Họ dựa vào một số báo cáo, trực tiếp hay gián tiếp, lật lại vấn đề này của Stalin. Một trong các số báo Pravda (Sự thật) ra năm 1940 sau đây có thể xác định hành vi của Liên bang Xô viết trước khi ký hiệp ước:
"Liên Xô đã tìm cách thực hiện nghĩa vụ quốc tế của mình ở biên giới phía tây của nước ta và thúc đẩy hòa bình, và Liên Xô bỏ qua những vấn đề này trong quan hệ ngoại giao với Anh – Pháp để tổ chức cuộc chiến tranh với sự tham gia của Liên bang Xô viết"..
Những điểm trên cũng thấy trong lời của Stalin với Georgy Dimitrov (ngày 7 tháng 9 năm 1939). điều này cho thấy rằng Stalin đã hy vọng có được sự "thanh toán" cho một liên minh với các nền dân chủ: 
"Chúng ta ưa thích một thỏa thuận với cái gọi là các nước dân chủ, và vì thế nên phải thương lượng. Tuy nhiên, Anh và Pháp muốn có chúng ta trở thành người làm thuê, và hơn thế nữa là người làm thuê không phải trả công! Chúng ta chắc chắn sẽ không thể là một người làm thuê, ngay cả với mức độ ít nhất mà không đạt được bất cứ điều gì."

## Quan điểm đương đại

### Winston ChurchillThủ tướng Anhtừ 1940 đến 1945
Không thể nói rằng những người Anh không ưa ai hơn ai – Hitler hay Stalin. Cả hai đều nhận thấy rằng điều này có thể chỉ là một giải pháp tạm thời, là những sự xoay xở linh hoạt bởi hoàn cảnh. Sự đối lập về nguyên tắc giữa hai đế quốc và hai hệ thống đã được tạm bỏ qua. Stalin không nghi ngại gì khi cho rằng Hitler là đối thủ ít nguy hiểm hơn cho Liên Xô sau nhiều năm chiến tranh chống lại các thế lực phương Tây. Còn Hitler thì lại tuân theo phương châm cố hữu của mình là "chủ nghĩa đơn phương". Trên thực tế, một thỏa thuận như vậy có thể là dấu hiệu báo trước sự thất bại nghiêm trọng của nền ngoại giao chính trị Anh và Pháp trong vài năm đó.
Liên bang Xô viết đã mong muốn thực hiện lợi ích quan trọng của mình trong việc dịch chuyển đường biên giới đến các vị trí cực Tây càng gần quân đội Đức càng tốt. Bằng cách đó Liên Xô có thời gian để có thể tập hợp sức mạnh từ tất cả các khu vực trong đế chế khổng lồ của họ. Trong tâm trí sắt đá của người Nga vẫn còn vết thương nóng bỏng của thảm họa mà quân đội của họ phải chịu trong năm 1914, khi họ ồ ạt triển khai các cuộc tấn công vào quân Đức trong tình trạng trang bị của quân đội vẫn chưa hoàn bị. Và bây giờ, biên giới của họ đã xa hơn phía Tây, xa hơn so với cuộc Chiến tranh thế giới thứ nhất. Và họ đã bắt buộc phải dùng biện pháp đó để chiếm Pribaltic và phần phía Tây của Ba Lan trước khi quân Đức tấn công họ. Nếu chính sách của họ có phần lạnh lùng thì cũng dễ hiểu vì nó rất phù hợp với thực tế của tình hình.

### Adolf Hitler, Thủ lĩnh Đảng Quốc xã, Quốc trưởng của Đệ Tam đế chế Đức
Với Hiệp ước này, từ quan điểm của người Nga cho thấy chúng ta đã gặp thuận lợi do họ không có khả năng tham gia vào bất kỳ một cuộc xung đột nào, kể cả một cuộc xung đột như vậy tại Romania!
Kẻ thù của chúng tôi được tính trên thực tế là Liên Xô sau khi chúng tôi xâm chiếm Ba Lan. Kẻ thù đã không nghĩ ra quyết định của tôi. Kẻ thù của chúng tôi được lợi một ít. Tôi đã thấy điều đó trong Hiệp định Munich. Tôi tin rằng Stalin sẽ không bao giờ chấp nhận đề nghị của Anh. Chỉ có sự lạc quan thiếu thận trọng mới có thể nghĩ rằng Stalin rất ngớ ngẩn mà không nhận ra mục đích thực sự của họ. Người Nga đã không quan tâm đến việc duy trì các quan điểm của Litvinov về Ba Lan, và việc ông ta từ chức là một yếu tố quyết định. Sau đó, tôi ngay lập tức nhận ra rằng thái độ của Moskva đối với các cường quốc phương Tây đã thay đổi.
Tôi đã tiến hành các bước nhằm thay đổi mối quan hệ với Liên Xô. Trong đó, đã thông qua các hiệp định về kinh tế để bắt đầu đàm phán chính trị. Ở giai đoạn cuối, chúng tôi đã nhận được từ người Nga đề nghị về việc ký một hiệp ước không xâm lược. Bốn ngày trước, tôi đã đi một bước đặc biệt dẫn đến một thực tế là hôm qua, người Nga đã tuyên bố sẵn sàng để ký tên vào hiệp ước. Tôi cũng đã đặt quan hệ cá nhân với Stalin. Đến ngày mai Ribbentrop sẽ ký hiệp ước. Bây giờ, Ba Lan đã ở vào vị trí trong tầm mắt của tôi... Một sự khởi đầu để làm tiêu vong quyền bá chủ của người Anh. Bây giờ, khi tôi đã có sự sắp xếp ngoại giao cần thiết, các binh sĩ đã ở trong trạng thái sẵn sàng.

### I. V. Stalin– Tổng Bí thư Ban Chấp hành Trung ương Đảng Cộng sản Liên Xô (b),từ năm 1941, Chủ tịch Hội đồng Bộ trưởng Dân uỷ Liên Xô.
Hiệp định không xâm lược đã có lợi cho Đức ở một mức độ nhất định.
Một câu hỏi được đặt ra: làm thế nào lại có thể xảy ra mà Chính phủ Liên Xô đã đồng ý để ký kết một hiệp ước không xâm lược với những đối tác không thể tin cậy được như Hitler và Ribbentrop? Điều này có một phần sai lầm của Chính phủ Liên Xô? Tất nhiên không! Hiệp ước không xâm lược Đức – Xô là một hiệp ước hòa bình giữa hai nước. Và chính phía Đức đã đề nghị trước với chúng ta hiệp ước đó trong năm 1939. Chính phủ Liên Xô có thể từ chối một đề nghị như vậy? Tôi nghĩ rằng nếu chỉ có lòng yêu nước mà không yêu hòa bình thì có thể từ chối một hiệp ước hòa bình với một nước láng giềng. Nếu người đứng đầu nhà nước mà làm như vậy thì thậm chí còn gần với quái vật Cannibals hơn cả Hitler và Ribbentrop. Và tất nhiên là không thể thiếu một trong những điều này: thỏa thuận hòa bình này không vi phạm hoặc trực tiếp hoặc gián tiếp đến toàn vẹn lãnh thổ, độc lập và danh dự cũng như sự yêu chuộng hòa bình và tình hữu nghị giữa các dân tộc trong Liên bang. Và mọi người đều biết, Hiệp ước không xâm lược giữa Đức và Liên Xô là một hiệp ước đúng đắn.

### Benito Mussolini,Thủ lĩnhĐảng Phát xít Ý, Thủ tướng Chính phủÝ
Đối với các thỏa thuận với Liên Xô, tôi hoàn toàn chấp nhận nó... Việc lập lại quan hệ hữu nghị giữa Đức và Liên Xô là cần thiết để ngăn chặn sự bao vây của các nền dân chủ.

### V. M. Molotov, Chủ tịch Hội đồng Bộ trưởng Dân uỷ kiêm Bộ trưởng Dân ủy Ngoại giao
Tầm quan trọng chủ yếu của Hiệp ước không xâm lược lẫn nhau giữa Liên Xô và Đức trong thực tế là hai quốc gia lớn nhất châu Âu đã đồng ý chấm dứt sự thù địch, loại bỏ sự đe dọa của chiến tranh và cùng chung sống hòa bình. Do đó, các khu vực xung đột quân sự ở châu Âu có thể thu hẹp lại. Thậm chí nếu chúng tôi không thể tránh một cuộc xung đột quân sự ở châu Âu, thì quy mô của những hành động quân sự này cũng sẽ được hạn chế. Những nước không hài lòng với hiệp ước này là những nước muốn "đốt ngôi nhà chung" châu Âu trong một cuộc chiến tranh, những người lập luận một cách đơn giản rằng ánh sáng hòa bình của một châu Âu quý tộc chỉ nhìn thấy được trong sự bùng nổ các hoạt động quân sự.
Thỏa thuận này có được sau thất bại của cuộc đàm phán Liên Xô – Anh – Pháp cho thấy rằng hiện nay, không thể quyết định vấn đề quan trọng của quan hệ quốc tế, đặc biệt là các vấn đề của Đông Âu, mà không có sự tham gia tích cực của Liên bang Xô viết, rằng bất kỳ nỗ lực để phá vỡ Liên Xô và giải quyết các vấn đề sau lưng Liên Xô sẽ chắc chắn kết thúc bằng sự thất bại. Hiệp ước không xâm lược Đức – Xô có nghĩa là thay đổi sự phát triển của châu Âu... Thỏa thuận này không những cho chúng ta loại trừ các mối đe dọa chiến tranh với Đức... mà nó sẽ cho chúng ta những cơ hội mới để phát triển các lực lượng vũ trang, củng cố vị trí của chúng ta và phát huy liên tục những ảnh hưởng của Liên Xô trong quan hệ quốc tế.

### Kurt von Tippelskirch, Thượng tướng quân đội Đức Quốc xã, Giám đốc Cơ quan Tình báo của Bộ Tổng Tham mưu Quân đội Đức 1939
Một câu hỏi được đặt ra: có thể có một số chính trị gia không muốn sử dụng tất cả các ảnh hưởng của mình để ngăn chặn một thảm họa tương tự như Chiến tranh thế giới thứ nhất. Thực tế là Hitler muốn chiến tranh, ít nhất là chiến tranh khu vực. Nhưng ông sẽ không dễ dàng để đạt được mục tiêu đó, nếu không tìm thấy những đồng minh cần thiết và kẻ thù ở Liên Xô, Anh và Ba Lan. Điều quan trọng là thái độ của Liên Xô. Khi Hitler nhận được sử bảo đảm sự đồng tình với mình, ông ta thực sự tự tin rằng ông ta sẽ giành chiến thắng trong cuộc chiến chống các cường quốc phương Tây. Xã hội Liên bang Xô viết cũng là một cơ sở lý luận thuyết phục cho phép Hitler xua tan nghi ngờ về các cố vấn quân sự của mình. Loại ý kiến thứ hai tin rằng rất khó để dự đoán trước những gì sẽ xảy ra trong phạm vi các hành động quân sự nếu họ đi xa hơn một cuộc xung đột khu vực. Và do đó sự mở rộng chiến tranh là không thể.

### William Shirer, sử gia người Mỹ, phóng viên tại Đức năm 1939
Pháp, cùng với Đức và Anh nhất trí để loại trừ Liên Xô khỏi việc tham gia Hội nghị Munich năm 1938. Một vài tháng sau đó, các nền dân chủ phương Tây đã phải trả giá về việc đó. Ngày 3 tháng 10, bốn ngày sau Hội nghị Munich, Werner von Tippelskirch, Tham tán Đại sứ quán Đức ở Moskva đã báo cáo về Berlin rằng Hội nghị Munich đã có những tác động tiêu cực đến chính sách của Liên Xô.
Ở London và Paris, người ta chỉ còn biết chua xót khóc than cho cuộc chơi tay đôi với Stalin. Trong nhiều năm những người Xô viết ra sức hô hào hãy cảnh giác trước "con thú phát xít", kêu gọi tất cả các quốc gia yêu chuộng hòa bình hãy đoàn kết để ngăn chặn sự xâm lăng của Đức Quốc xã. Bây giờ ông ta đã trở thành đồng minh của nó. Điện Kremlin có thể lập luận rằng, trên thực tế: Liên bang Xô viết đã, đang thực hiện những gì mà chính nước Anh và nước Pháp đã làm một năm trước đây ở Munich. Các nước nhỏ phải trả giá cho chúng ta một thời gian nghỉ ngơi, yên bình, tái vũ trang để đối đầu với Đức. Nếu Chamberlain hành động một cách công bằng và danh dự để xoa dịu Hitler mà không dâng Tiệp Khắc cho Hitler trong năm 1938 thì làm sao trách được Stalin đã không thể cư xử một cách được coi là không lương thiện khi một năm sau, Hitler phá hoại hòa bình bằng cách xâm lược Ba Lan mà phương Tây vẫn từ chối sự trợ giúp của Liên Xô?
Sự hoài nghi về thỏa thuận bí mật giữa Stalin và Hitler (vành đai Đông Âu) chỉ được xác nhận tại Berlin và Moskva. Tuy nhiên, thế giới sẽ sớm học được tất cả các bài học qua các bước đi mà người Nga đã đưa ra, và thậm chí sau đó chủ nghĩa phát xít đã tấn công trên toàn thế giới.

## Lịch sử sự công bố Hiệp ước

### Những thông tin đầu tiên về sự tồn tại của nghị định thư bí mật
Hiệp ước đã được công bố ngay sau khi ký kết, và các thông tin về nghị định thư bổ sung đã được giữ bí mật. Tuy nhiên, nội dung của nó đã bị giới ngoại giao tiết lộ gần như ngay lập tức. Sáng ngày 24 tháng 8, nhà ngoại giao Đức Hans von Hervart thông báo cho đồng nghiệp người Mỹ của ông là Charles Bohlen đầy đủ nội dung của nghị định thư bí mật. Những điều khoản thỏa thuận giữa Liên Xô và Đức còn xuất hiện trong một thứ được gọi là "Bài phát biểu của tại một cuộc họp Bộ Chính trị ngày 19 tháng 8 năm 1939". Tài liệu này được cơ quan thông tấn Havas của Pháp đưa tin vào tháng 11 năm đó. Một số nhà nghiên cứu xem nó như một tài liệu chính gốc, trong khi nhiều người khác không thừa nhận nó. Tuy nhiên, cho đến cuối Chiến tranh thế giới thứ hai, những tài liệu này vẫn được lợi dụng, mặc dù nó đã được xác nhận rõ ràng và đầy đủ hơn nữa.

### Ở phương Tây
Năm 1945, các văn bản gốc bằng tiếng Đức của nghị định thư bổ sung đã được Quân đội Liên Xô thu giữ và chuyển về Moskva, nhưng bản chụp của nó trên microfilm vẫn được bảo quản trong kho lưu trữ tài liệu của Bộ Ngoại giao của Đức. Tháng 5 năm 1945, Thư ký Bộ Ngoại giao Đức Karl von Loesch đã đưa bản sao này cho viên Trung tá người Anh R. S. Thompson. Trong bài phát biểu công khai về nghị định thư bí mật lần đầu tiên được nêu ra tại Tòa án Nürnberg, bị cáo Karl von Loesch đã thừa nhận đã thực hiện sao chép một thoả thuận bí mật về quốc phòng. Ông này cũng cho biết Ribbentrop, và sau đó là Hess đã nhận một bản sao của bản sao và cố gắng để đọc nó. Nhưng ông ta đã từ chối cho biết nguồn gốc của tài liệu tại tòa án. Sau này trong hồi ký của mình, ông này lại nói rằng mình đã nhận được văn bản từ tình báo Mỹ. Một vài tháng sau đó, ông ta định công bố nó trên tờ tạp chí Mỹ "St Louis Post công báo", nhưng tạp chí không chấp nhận điều này. Những cũng chính từ tạp chí đó mà thông tin này gây được tiếng vang rộng rãi vào năm 1948 khi nó được xuất bản trong một bộ sưu tập của Bộ Ngoại giao Hoa Kỳ: "Quan hệ Đức Quốc xã – Liên Xô, 1939–1941". Ngoài ra, trong bộ sưu tập còn có các thứ ngoại giao giữa Đức với Liên Xô bằng tiếng Đức, trong đó có các nội dung liên quan trực tiếp đến sự thỏa thuận bí mật. Trên thực tế, các tài liệu này đã giúp cho một số nhà nghiên cứu có cơ sở để so sánh các chính sách của Liên Xô với các chính sách của Đức Quốc xã với đánh giá Liên Xô đã đồng lõa cùng Đế chế thứ ba trong sự bùng nổ của Chiến tranh thế giới thứ hai. Về vấn đề này, câu hỏi về nghị định thư bí mật giữa Đức Quốc xã và Liên Xô (cũng như Hiệp ước không xâm lược và Hiệp ước biên giới hữu nghị và biên giới) rất có ý nghĩa chính trị.

### Tại Liên Xô
Ở Liên Xô, sự tồn tại của Nghị định thư bí mật đã bị bác bỏ thẳng thừng. Sau khi chiến tranh nổ ra, Moskva đã được sơ tán, trong đó có bản sao thứ hai của nguyên bản tiếng Đức. Chúng được lưu giữ trong tủ cá nhân an toàn của Stalin và sau đó là trong kho lưu trữ của Ủy ban Trung ương Đảng Cộng sản Liên Xô..
Năm 1948, để phản ứng với việc Bộ Ngoại giao Hoa Kỳ xuất bản cuốn sách có tên gọi "Quan hệ Đức Quốc xã – Liên Xô", Cục Thông tin Liên Xô đã xuất bản cuốn sách "Sự xuyên tạc lịch sử", trong đó có các phản biện và những cáo buộc Anh, Mỹ và cộng đồng các nước phương Tây có liên quan đến vấn đề cung cấp tài chính của Đức vào năm 1930. Sau đó, vấn đề mối quan hệ tài chính của Đức Quốc xã với các tập đoàn tư bản Mỹ được che giấu triệt để đã được nhà kinh tế học người Anh nổi tiếng Anthony Sutton làm rõ trong cuốn sách Phố Wall và sự nổi lên của Hitler của ông. Trái ngược với những ấn phẩm của Bộ Ngoại giao Hoa Kỳ là một bộ sưu tập các tài liệu lưu trữ, các phiên bản được Liên Xô công bố chỉ có dưới dạng những đoạn trích chứ không phải là toàn bộ tài liệu với cấu trúc thống nhất. Sự tồn tại của Nghị định thư bí mật đã bị Molotov bác bỏ từ trước khi ông chết. Ông cũng đã nhiều lần bày tỏ điều này trong các cuộc phỏng vấn của nhà văn Feliks Ivanovich Chuyev.
Vấn đề Hiệp ước không xâm lược Xô – Đức và đặc biệt là Nghị định thư bí mật đã được lật lại ở Liên Xô trong thời cải tổ, chủ yếu do áp lực của Ba Lan thông qua Hiệp hội nghiên cứu lịch sử hai nước Ba Lan – Liên Xô. Để nghiên cứu vấn đề này, một ủy ban đặc biệt đã được thành lập do Bộ trưởng Thông tin tuyên truyền Alexander Yakovlev lãnh đạo. Ngày 24 tháng 12 năm 1989, sau khi nghe báo cáo của Yakovlev về những phát hiện của các nhà nghiên cứu trong Hiệp hội, Đại hội Đại biểu Nhân dân Liên Xô đã thông qua một nghị quyết lên án Nghị định thư bí mật (ghi nhận việc thiếu bản gốc nguyên văn nhưng công nhận tính xác thực của nó dựa trên các chữ viết tay, bản ảnh kỹ thuật và xét nghiệm từ vựng trong bản sao cũng như các sự kiện tương ứng tiếp theo của nó). Đồng thời, lần đầu tiên tại Liên Xô, văn bản của Nghị định thư bí mật (từ bản microfilm của Đức) đã được xuất bản tại tạp chí "Câu hỏi của Lịch sử" số 6 năm 1989.
Bản đầu của Nghị định thư bí mật được lưu giữ trong kho của Tổng thống Liên Xô (nay là Lưu trữ của Tổng thống Nga tại một thư mục đặc biệt, số hiệu 34. Nhưng một trong những người biết về sự tồn tại của nó, Mikhail Gorbachev cũng chỉ được biết từ năm 1987. Theo người trợ lý của ông là V. A. Boldin, đã có lúc Gorbachev đã muốn tiêu huỷ tài liệu này.. Ngày 30 tháng 10 năm 1992, việc giải mật các tài liệu lưu trữ được thực hiện. Sau đó, Thứ trưởng Bộ Quốc phòng, Tổng Cục trưởng Tổng Cục Chính trị của Quân đội và Hải quân Liên Xô Thượng tướng Dmitry Antonovich Volkogonov đã công bố nội dung của nghị định thư này trên Tạp chí Khoa học Lịch sử đương đại và hiện đại, số 1 năm 1993.

## Hệ lụy của Hiệp ước
Hai năm sau, khi quân đội Đức tràn sang tấn công Liên Xô trong sự vi phạm trắng trợn mà thực chất là đã xé bỏ Hiệp ước không xâm lược, Stalin vẫn còn biện minh cho việc thỏa hiệp với Hitler. Trong bài diễn văn truyền thanh gửi đến nhân dân Liên Xô ngày 3 tháng 7 năm 1941, Stalin phát biểu:
Chúng ta đã tranh thủ được nền hòa bình cho đất nước ta trong một năm rưỡi, cũng như đã tạo cơ hội chuẩn bị cho các lực lượng của ta nhằm chống lại phát xít Đức vi phạm hiệp ước mà tấn công chúng ta. Đây là cái được của đất nước ta và cái mất của phát xít Đức.
Nhưng có đúng thế không? Từ lúc bấy giờ cho đến nay, tranh luận đã nổ ra về điểm này. Sự thực là bản hiệp ước đã cho Liên Xô một khoảng thời gian để củng cố quốc phòng là điều hiển nhiên. Chỉ trong một thời gian ngắn sau hiệp ước Liên Xô đã có vị thế quân sự vững mạnh chống lại Đức phía bên trong biên giới Liên Xô, kể cả những căn cứ quân sự ở các quốc gia vùng Baltic như Latvia, Estonia và Phần Lan. Và quan trọng nhất, hiệp ước đảm bảo cho điện Kremlin là nếu sau này Liên Xô bị Đức tấn công thì các cường quốc phương Tây lúc ấy đã tỏ rõ đường lối chống Đức, và Liên Xô sẽ không phải đơn độc chống chọi với Đức như Stalin đã lo sợ suốt mùa hè 1939.
Tất cả những điều trên là sự thật nhưng vẫn có lập luận theo cách khác. Vào lúc Hitler tấn công Liên Xô, quân đội của Ba Lan và Pháp cùng lực lượng viễn chinh Anh trên lục địa châu Âu đã bị tiêu diệt, và Đức có mọi nguồn lực toàn châu Âu để huy động mà không bị trói tay vào mặt trận nào của phương Tây. Suốt các năm 1941, 1942 và 1943, Stalin than phiền một cách cay đắng rằng không có mặt trận nào khác chống lại Đức và rằng Liên Xô phải hứng chịu hầu như toàn bộ sức mạnh của Quân lực Đức. Trong khoảng thời gian 1939–1940, còn có một mặt trận của phương Tây để chia bớt sức mạnh của Đức và Ba Lan không thể bị tràn ngập chỉ trong nửa tháng nếu Liên Xô hỗ trợ cho họ thay vì đưa quân vào các vùng đất trong biên giới cũ của nước Nga Sa hoàng.
Hơn nữa, có lẽ đã không có chiến tranh nếu Hitler biết sẽ phải đương đầu với cả Liên Xô, Ba Lan, Anh và Pháp. Xét qua lời khai của các tướng lĩnh Đức trước Tòa án Nüremberg, ngay cả khi các nước này tuy hiền hòa về chính trị nhưng vẫn có thể ngăn chặn được cuộc chiến của Đức chống lại một liên minh hùng mạnh như thế. Theo báo cáo của đại sứ Pháp tại Đức, cả Keitel và Brauchitsch đều cảnh báo với Hitler rằng Đức ít có cơ may chiến thắng nếu Liên Xô đứng về phe kẻ thù của Đức. Tuy nhiên, cũng phải nói lại rằng chính nước Anh cũng chơi trò "bắt cá hai tay", vừa đàm phán với Liên Xô, vừa đàm phán để ký kết với Đức một Hiệp ước tương tự với ý muốn đẩy Đế chế thứ ba mở rộng sang phía Đông. Việc không ký kết được hiệp ước này nằm ngoài ý muốn của họ. Trước đó, Hiệp định Munich 1938 đã thực sự khuyến khích Hitler thôn tính Tiệp Khắc. Việc Pháp hủy bỏ Hiệp ước tương trợ với Liên Xô để ký Hiệp ước Munich cũng đã trở thành một hành động làm cho người Nga không tin tưởng ở họ.
Không có chính khách nào, ngay cả các nhà độc tài, có thể tiên đoán chiều hướng của chiến tranh trong lâu dài. Có thể biện luận giống như Churchill rằng động thái của Stalin "vào lúc ấy có tính thực tế cao". Giống như bất kỳ nguyên thủ quốc gia nào khác, mối ưu tiên hàng đầu của Stalin là nền an ninh cho đất nước của ông. Sau này ông thổ lộ với Churchill rằng, vào mùa hè 1939, ông tin chắc rằng Hitler đang khởi động chiến tranh. Ông đã quyết định không để cho Liên Xô bị lâm vào vị thế tệ hại là đơn độc đối phó với Đức. Khi không thể tạo mối liên minh vững chắc với phương Tây, thế thì tại sao lại không quay sang Hitler lúc ấy đang bất ngờ gõ cửa Liên Xô?
Vào cuối tháng 7 năm 1939, hiển nhiên Stalin đã bắt đầu tin chắc rằng Anh – Pháp không muốn đi đến mối liên minh có tính ràng buộc và rằng mục đích của Anh còn là dẫn dụ cho Hitler khởi động chiến tranh ở Đông Âu. Dường như Stalin đã rất ngờ vực Anh, và mọi hành động của phương Tây trong hai năm vừa qua càng khiến cho ông thêm ngờ vực: sau khi Đức thôn tính Áo và Tiệp Khắc, Chamberlain từ chối đề nghị của Liên Xô nhằm đặt ra kế hoạch ngăn chặn bước tiến kế tiếp của Quốc xã; Chamberlain trì hoãn và lưỡng lự trong việc đàm phán cho liên minh phòng thủ chống lại Hitler.
Một điều mà hầu như ai cũng biết chắc – ngoại trừ Chamberlain – là chính sách ngoại giao Anh – Pháp, vốn đã chập chờn mỗi khi Hitler có một động thái, giờ đã phá sản. Hai cường quốc phương Tây, Anh và Pháp, từng bước đã đi thụt lùi: khi Hitler thách thức họ mà ra lệnh tổng động viên, khi ông ta xâm chiếm lãnh thổ Rhineland năm 1936, rồi thôn tính Áo năm 1938 và cùng năm này chiếm Sudetenland; và họ vẫn bình chân như vại khi Hitler thôn tính Tiệp Khắc tháng 3 năm 1939. Khi Liên Xô ở về phe mình, họ vẫn còn có thể khiến cho nhà độc tài Đức nản lòng mà không dám khởi động chiến tranh hoặc, nếu không được, thì đã có thể nhanh chóng đánh bại Đức trong cuộc xung đột vũ trang. Nhưng họ đã để cho cơ hội cuối cùng vuột khỏi tầm tay dù đã có nhiều cảnh báo rằng Hitler sẽ gây hấn nếu không phải chiến đấu chống Liên Xô.
Cả Anh và Pháp đều lớn tiếng kết tội Stalin. Họ cho rằng trong nhiều năm Stalin đã cảnh báo về "những con thú phát xít" và đề nghị mọi quốc gia yêu chuộng hòa bình kết hợp lại nhằm ngăn chặn Quốc xã gây hấn nhưng bây giờ lại về phe với Quốc xã. Điện Kremlin biện luận rằng họ làm giống như Anh – Pháp đã làm năm trước ở đối với Tiệp Khắc: nhằm duy trì hòa bình và có thêm thời gian tái vũ trang chống lại Đức tuy phải hy sinh một nước nhỏ. Nếu Chamberlain tỏ ra là đúng đắn và có danh dự khi xoa dịu Hitler mà hy sinh Tiệp Khắc, không lẽ Stalin lại là sai trái và mất danh dự khi xoa dịu Hitler mà hy sinh Ba Lan?
Sự thỏa hiệp bí mật của Stalin với Đức nhằm phân chia Ba Lan và được toàn quyền hành động thôn tính Latvia, Estonia, Phần Lan và Bessarabia chẳng bao lâu được thể hiện qua những động thái của Liên Xô đã khiến cho hầu hết thế giới bị sốc ngay cả cho đến giờ. Người Nga nói rằng họ chỉ thu hồi những lãnh thổ đã bị lấy đi khỏi tay họ sau Chiến tranh thế giời thứ nhất nhưng những dân tộc sinh sống trên lãnh thổ này không phải là người Nga và không phải tất cả đều muốn gia nhập Liên Xô.
Từ khi gia nhập Hội Quốc Liên, Liên Xô đã gây dựng một sức mạnh tinh thần cổ súy cho hòa bình và đứng đầu việc chống lại phát xít gây hấn. Bây giờ, trung tâm tinh thần ấy đã hoàn toàn vỡ vụn. Trên tất cả, qua việc thỏa hiệp một cách lôi thôi với Hitler, Stalin đã nổ phát pháo lệnh bắt đầu một cuộc chiến chắc chắn rồi sẽ mở rộng thành cuộc xung đột thế giới. Ông hiểu rõ điều này. Nhiều năm trước, Hitler đã dự trù trong quyển Mein Kampf: "Việc ký kết mối liên minh với Liên Xô chỉ là kế hoạch cho cuộc chiến kế tiếp". Nhờ Hiệp ước này, Đức được rảnh tay với Liên Xô để chú tâm thôn tính Ba Lan mà không còn e ngại mối liên minh Anh – Pháp – Liên Xô vốn hợp lực lại mạnh hơn Đức rất nhiều. Sau khi đã hạ tiếp Anh – Pháp, Hitler xé bỏ Hiệp ước mà xâm lăng Liên Xô.
Theo William L. Shirer: "Lịch sử cho thấy Hiệp ước Đức Quốc xã – Liên Xô là sai lầm chính trị lớn nhất trong cuộc đời của Stalin". Hiệp ước đã dẫn đến sự kiện Con đường Baltic vào đúng 50 năm sau ngày ký kết, khi khoảng 2 triệu người Latvia, Litva và Estonia cùng nắm tay nhau tạo thành hàng dài 600 km đòi li khai khỏi Liên Xô vào năm 1989.
Năm 2014, Tổng thống Nga Vladimir Putin tuyên bố rằng việc Liên Xô ký Hiệp ước với Đức là không có gì xấu trong bối cảnh đó. Ông Putin nói rằng các sử gia phương Tây ngày nay đang cố gắng lờ đi Hiệp ước München năm 1938, trong đó Pháp và Anh – do Neville Chamberlain làm Thủ tướng – đã xoa dịu Adolf Hitler bằng cách ép buộc Tiệp Khắc phải trao cho Đức vùng Sudetenland. Việc làm đó của Anh đã phá hủy mọi cơ hội thành lập liên minh chống phát xít theo đề nghị của Liên Xô, khiến Liên Xô phải quay sang thỏa hiệp với Đức Quốc xã